# Кросби, Сидни
Си́дни Па́трик Кро́сби (англ. Sidney Patrick Crosby; род. 7 августа 1987 года, Коул-Харбор, Новая Шотландия, Канада) — канадский хоккеист, капитан и центральный нападающий клуба «Питтсбург Пингвинз», который выбрал канадца под общим первым номером на драфте НХЛ 2005 года. Двукратный олимпийский чемпион (2010, 2014), чемпион мира (2015), трёхкратный обладатель Кубка Стэнли (2009, 2016, 2017), член «Тройного золотого клуба».
Кросби начинал карьеру в канадском клубе «Римуски Осеаник» Главной юниорской хоккейной лиги Квебека (QMJHL), где выиграл множество индивидуальных наград и установил ряд рекордов, а также помог клубу добраться до финала Мемориального кубка. Уже в начале карьеры хоккеист получил прозвище «Малыш Сид» (англ. Sid The Kid), а затем его стали называть «Следующим» (англ. The Next One) по аналогии с «Великим» (англ. The Great One) Уэйном Гретцки. Канадец выступает под номером 87, сочетающимся с его датой рождения (87/8/7).
| Прослушать введение в статью |
| --- |
| |
| Прослушайте статью полностью в разделе «Рекорды». Аудиозапись создана на основе версии статьи от 1 декабря 2020. Список аудиостатей |

Став первым номером драфта НХЛ, он перешёл в «Питтсбург Пингвинз», где продолжил улучшать свои результаты. Он стал самым молодым хоккеистом в истории НХЛ, завоевавшим приз лучшему бомбардиру лиги, в то же время хоккеист выиграл два самых значимых индивидуальных трофея «Харт Трофи» и «Лестер Пирсон Эворд», став седьмым в истории хоккеистом, собравшим все награды в течение сезона. В 2007 году он стал капитаном «Пингвинз», причём самым молодым в истории НХЛ на тот момент. В дальнейшем канадец выигрывал множество командных и индивидуальных трофеев, входил в составы символических команд и участвовал в матчах всех звёзд НХЛ. Кросби несколько раз набирал больше 100 очков в регулярном чемпионате НХЛ, впервые выиграв Кубок Стэнли в 2009 году. Затем его команде ещё дважды покорился главный трофей НХЛ. 27 января 2017 года был включён в список 100 величайших хоккеистов за всю историю НХЛ по мнению самой лиги.
В 2005 году Кросби выиграл титул чемпиона мира среди молодёжных команд в составе сборной Канады, в 2006 году принял участие во взрослом чемпионате мира. Кросби стал лучшим бомбардиром турнира и был признан лучшим нападающим, но сборная не завоевала медали. На зимних Олимпийских играх 2010 года в Ванкувере забил победный гол в овертайме финального матча США — Канада, а через четыре года на играх в Сочи стал двукратным олимпийским чемпионом, снова забросив шайбу в финальном матче. На чемпионате мира 2015 года в Чехии выиграл золотую медаль и стал 26-м членом «Тройного золотого клуба». В 2016 году стал победителем Кубка мира, а также был признан самым ценным игроком того турнира.
Сидни Кросби является высокотехничным игроком, способным предвидеть ситуацию на хоккейной площадке. Также он обладает способностью особым образом выполнять броски обратной стороной клюшки, что усложняет работу вратарям команды-соперника. Помимо таланта и умений, Кросби отличается трудолюбием и совершенствует свои навыки, что по мнению хоккейных специалистов позволяет ему в течение долгого времени оставаться среди лидеров. Также Кросби является лидером и примером для других, его успехи позволили «Питтсбургу» получить финансирование на строительство нового стадиона и развеять слухи о возможном вынужденном переезде.
В 2016 году Кросби был назван самым высокооплачиваемым хоккеистом НХЛ, в том числе за счёт контрактов с мировыми брендами. В сотрудничестве с «Reebok» Кросби уже в 2007 году выпустил собственную линию одежды Rbk SC87. Вне хоккея канадец ведёт скромную жизнь, в межсезонье проживая в летнем доме неподалёку от родного Коул-Харбора, а также занимается благотворительностью.

## Клубная карьера

### Детство

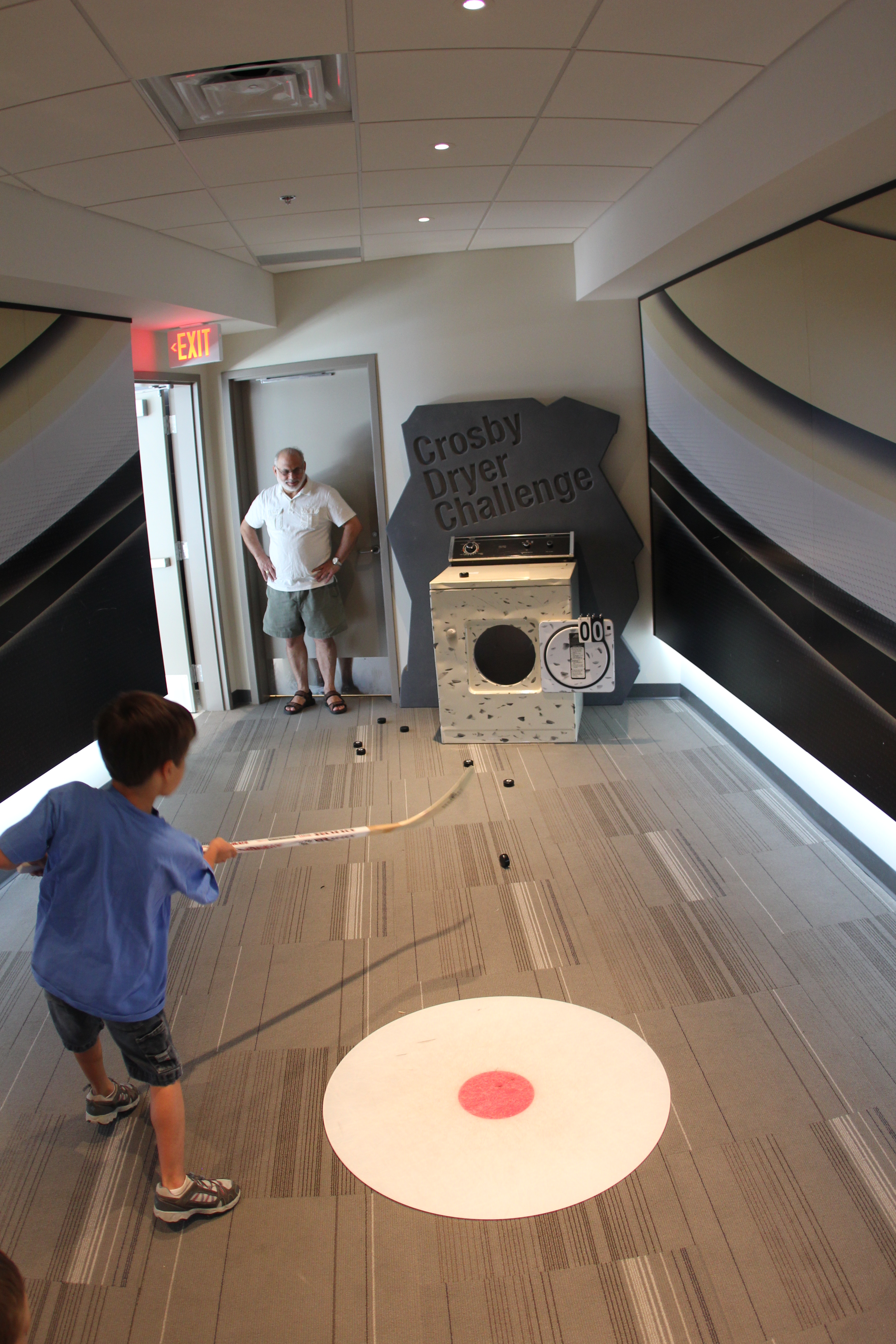
Реконструкция на новой арене «Питтсбурга» комнаты с сушильной машиной в доме Кросби

Сидни Кросби родился 7 августа 1987 года в госпитале города Галифакса, провинция Новая Шотландия, в семье Троя и Трины Кросби и провёл детство в Коул-Харборе. У Кросби есть младшая сестра Тейлор, которая занималась хоккеем и играла на позиции вратаря до завершения карьеры после окончания университета. Его отец также был голкипером и выступал за «Верден Джуниор Канадиенс» из Главной юниорской хоккейной лиги Квебека, в 1984 году был задрафтован командой «Монреаль Канадиенс» под общим 240-м номером, однако так ни разу не сыграл в НХЛ. Кросби с детства болел за «Монреаль Канадиенс», а его любимым игроком был Стив Айзерман.
Кросби начал упражняться с клюшкой и шайбой в подвале дома в возрасте двух лет. Сушильная машина, стоявшая поблизости, была повреждена после бросков будущей звезды НХЛ. Впоследствии Кросби рассказывал, что он не бросал непосредственно в сушильную машину, как об этом обычно говорят в СМИ, а пытался попасть в стоящие ворота рядом, и когда промахивался по цели — попадал в машину. В возрасте трёх лет Кросби начал кататься на коньках. Он стал успешно играть в хоккей и уже в семилетнем возрасте у Кросби взяли интервью. В возрасте 12 лет поступил в «Astral Drive Junior High School» и, по словам заместителя директора школы, был «образцом для подражания, который был добр ко всем ученикам». Когда Кросби было 13 лет, Совет детского хоккея Новой Шотландии запретил ему принимать участие в соревнованиях категории «midget» в силу юного возраста (до 17 лет). Семья Кросби пыталась оспорить это решение в суде, но успеха это не принесло.

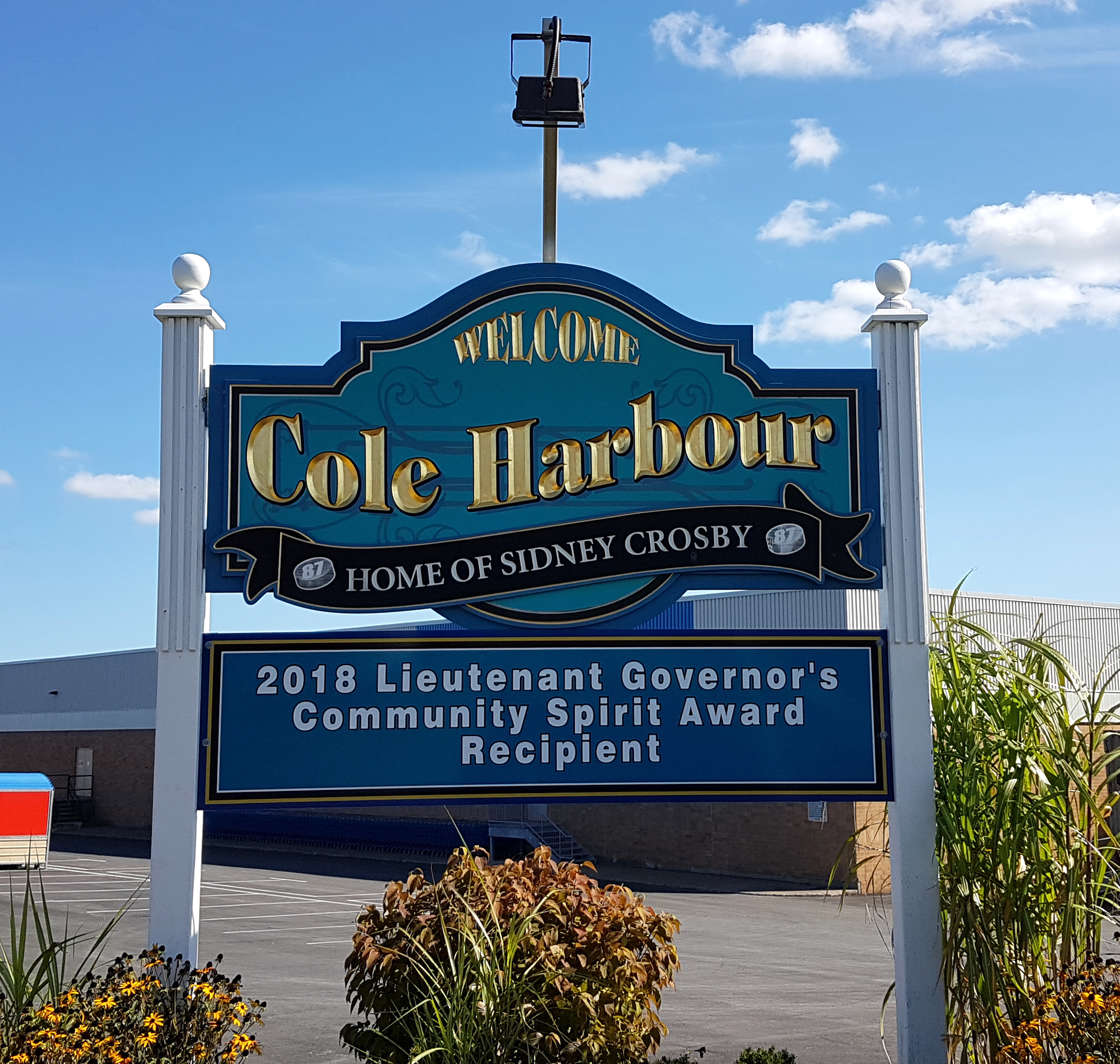
Надпись на знаке: «Добро пожаловать в Коул-Харбор — дом Сидни Кросби»

В течение следующего сезона Кросби играл в составе команды «Дартмут Сабвейз». Его успехи помогли команде занять второе место на турнире Air Canada Cup 2002, а сам Кросби стал лучшим игроком турнира, набрав 24 очка в 7 играх (11 голов и 13 передач). В 14-летнем возрасте провёл два матча в составе команды «Труро Биркетс», в которую попал в результате драфта годом ранее; в том же сезоне впервые был показан на телевидении в приуроченной к «Дню хоккея» телепередаче канала «Си-би-си». В то время ему приходилось сталкиваться в оскорблениями и грубостью в свой адрес со стороны зрителей и хоккеистов. Кросби впоследствии рассказал, что один хоккеист попытался сломать ему ногу, ударив клюшкой по колену, будто бейсбольной битой, а отцы ребят, которых «затмевали» успехи Кросби, унижали его и угрожали сломать шею. В результате он даже боялся надевать хоккейную форму, на которой была написана его фамилия. Это в итоге привело к решению переехать в США и перейти в школу Шаттак Сент-Мари в возрасте 15 лет. Играя там за школьную хоккейную команду, в сезоне 2002/03 Кросби забросил 72 шайбы в 57 играх, набрал 162 очка и помог команде победить в национальном чемпионате среди игроков до 18 лет.

### Карьера в юниорском возрасте
В 2003 году Кросби начал выступать за команду «Римуски Осеаник» в Главной юниорской хоккейной лиге Квебека, будучи выбранным на драфте под первым номером. Параллельно с этим он учился в школе «Harrison Trimble High School» в Монктоне до 2005 года. В первой же выставочной игре за новый клуб Кросби набрал 8 очков, за что получит от партнёров прозвище «Дэррил» в честь рекордсмена НХЛ по количеству очков в одной игре. В первой официальной игре Кросби отличился одним голом и двумя передачами и в первые же две недели становился лучшим игроком. Он также был признан игроком месяца Главной юниорской хоккейной лиги Квебека, помимо этого трижды становился лучшим игроком недели Канадской хоккейной лиги (которая объединяет три сильнейшие региональные юниорские лиги Канады). Отличившись 54 голами и 81 передачами, Сидни Кросби стал лучшим игроком Лиги и стал обладателем «Жан Беливо Трофи» в сезоне 2003/04. Помимо этого молодой канадец завоевал «Мишель Бриер Мемориал Трофи» — награду самому ценному хоккеисту Лиги, а также был признан лучшим новичком сезона, лучшим атакующим новичком, лучшим нападающим, а также выиграл индивидуальный приз «Поль Дюмон Трофи». «Римуски Осеаник» в регулярном сезоне стал лучшей командой Восточного дивизиона с 74 очками (34 побед), а в плей-офф сумел добраться до полуфиналов, где уступил «Монктон Уайлдкэтс». До этого в четвертьфинале «Римуски Осеаник» оказались сильнее «Шавиниган Катарактес». Кросби сыграл в 9 играх плей-офф, набрав 16 очков (7 голов и 9 передач).
В межсезонье, в августе 2004 года, только отпраздновавший своё 17-летие Кросби получил предложение от профессиональной взрослой команды «Гамильтон», заявленной для участия во Всемирной хоккейной ассоциации, которая была возрождена из-за локаута в НХЛ. Кросби было предложено трёхлетнее соглашение на сумму 7,5 миллионов долларов США, но он отверг его, предпочтя продолжить играть за «Римуски Осеаник». Помимо этого неизвестно, каким образом «Гамильтон» планировал заключить контракт с Кросби, так как на предварительном драфте ВХА право выбора было у «Торонто», и именно этот клуб выбрал Кросби.
В сезоне 2004/05 Кросби улучшил прошлогоднее достижение, за 62 игры набрав 168 очков, второй раз подряд став обладателем «Жан Беливо Трофи». Партнёры Кросби по команде, Дени Руссен и Марк-Антуан Пульо, стали вторым и третьим лучшими бомбардирами в Лиге, соответственно; благодаря этим достижениям «Римуски Осеаник» выиграли регулярный сезон. Сидни Кросби вновь выиграл призы лучшему нападающему, самому ценному игроку и «Поль Дюмон Трофи». В плей-офф Кросби набрал 31 очко (14+17), а его команда стала обладателем Президентского кубка, в четвертьфинале оказавшись сильнее «Льюистон Мэйниакс», в полуфинале победив «Шикутими Садженинс», а в финале — «Галифакс Мусхедз». Эта победа позволила команде принять участие в Мемориальном кубке. «Римуски Осеаник» сумели дойти до финала, где уступили команде «Лондон Найтс» со счётом 0:4. Несмотря на это, Сидни Кросби стал лучшим бомбардиром турнира, за что был удостоен «Эд Чиновет Трофи», забросив 6 шайб и отдав 5 передач.
Кросби получил прозвище «Малыш Сид» (англ. Sid the Kid) и стал носить 87-й номер, так как он совпадает с датой рождения хоккеиста (7 августа 1987 года можно записать как 87/8/7); в 2019 году его номер был выведен из обращения во всех командах QMJHL. Также Кросби стали называть «Следующим» (англ. The Next One) по аналогии с «Великим» (англ. The Great One) Уэйном Гретцки, который сам и назвал Кросби подобным образом.

### Карьера в НХЛ

#### Драфт и дебют в НХЛ. Борьба с Овечкиным за «Колдер Трофи»

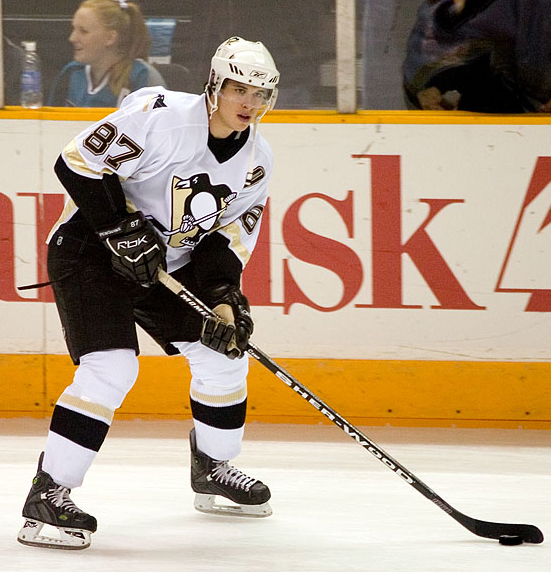
Сидни Кросби в дебютном сезоне 2005/06 набрал 102 очка и был номинирован на «Колдер Трофи», который уступил Александру Овечкину

Сидни Кросби был выбран «Питтсбург Пингвинз» под первым номером на драфте НХЛ 30 июля 2005 года. Причём главной интригой стал не сам драфт, а предшествующая ему драфт-лотерея, которая из-за локаута НХЛ в сезоне 2004/05 определяла очерёдность выбора молодых хоккеистов среди всех 30 команд НХЛ, увеличив шансы некоторым из них путём добавления шаров в корзину. Кросби настолько выделялся среди всех представленных на драфт в том году, что после того, как драфт-лотерею выиграл «Питтсбург», стало понятно, что именно в этой команде он и начнёт свою карьеру.
Первый матч в НХЛ Кросби провёл 5 октября 2005 года против «Нью-Джерси Девилз». Канадец отдал голевую передачу Марку Рекки, но «Пингвины» уступили в матче со счётом 1:5. В тот же день состоялся дебют в НХЛ Александра Овечкина — первого номера драфта НХЛ 2004 года. Россиянин впоследствии стал главным конкурентом Кросби за звание лучшего новичка лиги, помимо этого между ними в течение многих лет было соперничество как на личном уровне, так и на командном. Первый гол в НХЛ Кросби забил 8 октября в игре против «Бостон Брюинз» в ворота Ханну Тойвонена, также в этой игре он отдал две голевые передачи, однако «Питтсбург Пингвинз» уступили в овертайме со счётом 6:7. Кросби в дебютный год игры в НХЛ выступал в одной команде с легендарным Марио Лемьё, однако многолетний лидер и капитан «Пингвинов» сумел сыграть лишь 26 матчей регулярного сезона, после чего был вынужден завершить карьеру из-за проблем с сердцем. 16 декабря 2005 года назначенный главным тренером команды Мишель Террьен заявил, что отныне один из двух свитеров с буквой «A» (сокращение от англ. alternate captain), обозначающую вторую по важности после капитана должность в команде, будет надевать Сидни Кросби.
Кросби закончил свой первый сезон, установив новые командные рекорды для новичков по набранным очкам (102) и голевым передачам (63). Предыдущие рекорды принадлежали Марио Лемьё. Кросби стал самым молодым хоккеистом в истории, набравшим более 100 очков за сезон, и шестым в общем зачёте бомбардиров в сезоне. Среди канадских хоккеистов лиги он уступил по очкам только Джо Торнтону и Дэни Хитли.
В течение всего сезона главными претендентами на приз лучшему новичку сезона «Колдер Трофи» были Сидни Кросби и Александр Овечкин из «Вашингтон Кэпиталз». Они имели сопоставимые статистические показатели (Кросби превзошёл Овечкина на 9 голевых передач, Овечкин забил на 13 голов больше и набрал на четыре очка больше), но при голосовании 124 человека из 129 присудили приз Овечкину. После этого сезона Кросби и Овечкин стали одними из самых популярных игроков, их начали называть лицами нового поколения НХЛ. Принципиальное соперничество Кросби и Овечкина, ставших лидерами своих клубов, а впоследствии и их капитанами, на несколько лет превратилось в одну из постоянных тем для журналистов и специалистов.
В своём дебютном сезоне Кросби отметился и с отрицательной стороны. Неоднократно игроки и тренеры команды-соперника обвиняли его в совершении «нырков», а частые разговоры с судьями в не самом дружеском тоне приводили к штрафам за неспортивное поведение. К тому же Кросби набрал больше всех минут штрафа среди своих одноклубников, а также среди всех новичков лиги, однако хоккейные аналитики, в частности, канадский журналист Скотт Моррисон, высказали мнение, что к такому большому количеству штрафного времени привели изменения в правилах и крушение турнирных надежд «Пингвинов» и самого Кросби, но с опытом ему удастся сократить время пребывание на скамейке штрафников.

#### Капитанство и поражение в финале
28 октября 2006 года Сидни Кросби оформил первый хет-трик в карьере в игре против «Филадельфии Флайерз», эта игра завершилась со счётом 8:2. Спустя 6 недель, 13 декабря, Кросби впервые в карьере набрал 6 очков в одной игре НХЛ (1 гол и 5 передач), и затем возглавил гонку лучших бомбардиров, в конце концов завоевав «Арт Росс Трофи». Он стал самым молодым бомбардиром в истории не только НХЛ, но и всех североамериканских высших спортивных лиг; на момент завоевания трофея ему было 19 лет. Всего в регулярном чемпионате Кросби набрал 120 (36 голов и 84 передачи) очков. Благодаря тому, что перед сезоном в команду пришло ещё несколько перспективных новичков, среди которых выделялись Евгений Малкин и Джордан Стаал, «Питтсбург» смог попасть в плей-офф впервые с 2001 года. В первом матче 1/8 финала Кубка Стэнли против «Оттавы Сенаторз» Кросби забил гол, однако «пингвины» проиграли матч со счётом 3:6. Всего же в пяти матчах Кросби набрал пять очков, а «Питтсбург» уступил в серии со счётом 1:4. По итогам сезона Кросби были присуждены «Харт Мемориал Трофи» и «Лестер Пирсон Эворд».
31 мая 2007 года Кросби был назначен капитаном «пингвинов», став таким образом в возрасте 19 лет 9 месяцев и 24 дня самым молодым капитаном клуба в истории НХЛ.

Я жду новый сезон с нетерпением. Это огромная честь быть капитаном команды. Не думаю, что в моей игре что-то изменится, я всегда старался вести команду за собой.

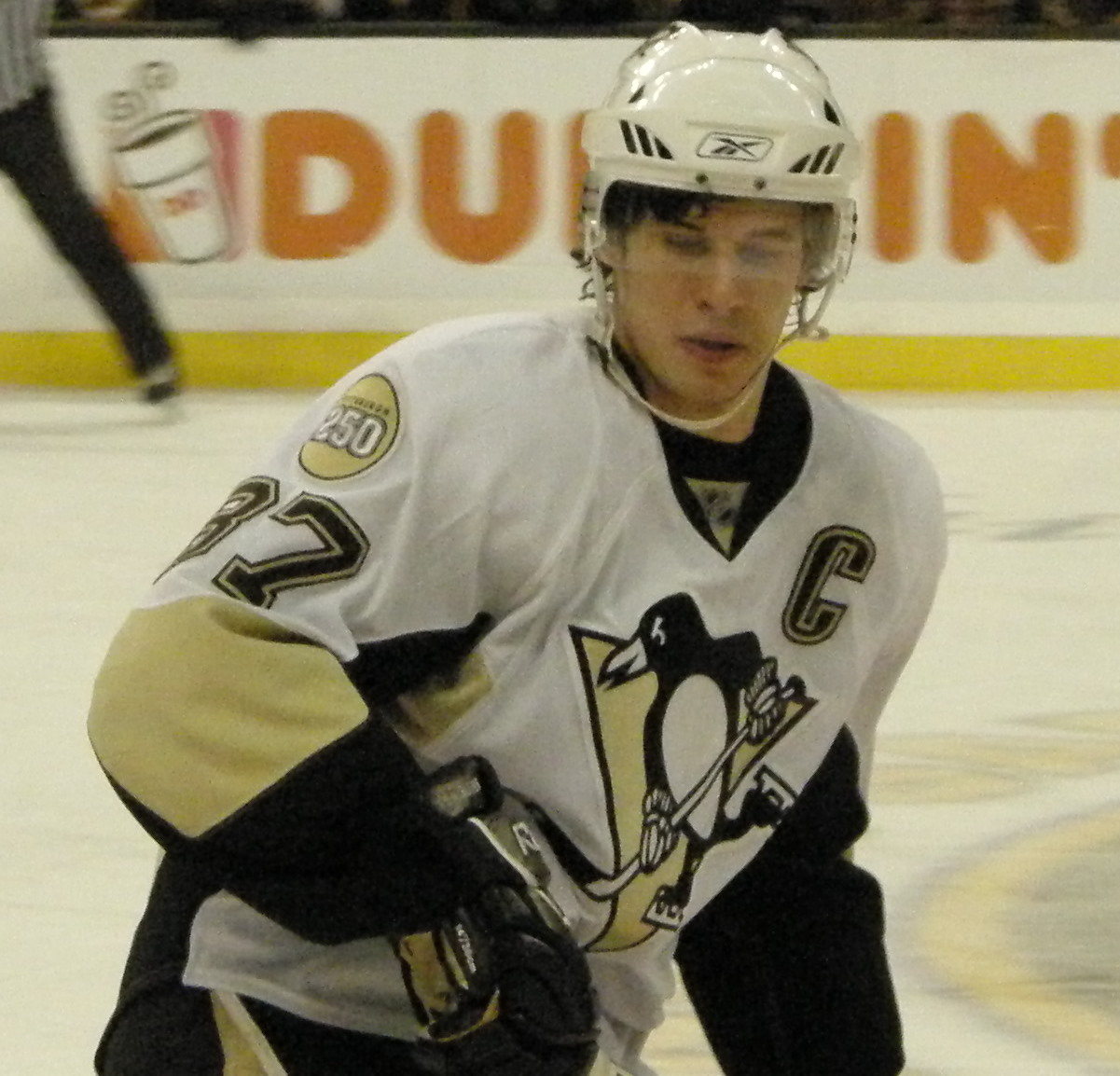
20 декабря 2007 года, в матче против «Бостона», Сидни Кросби сделал «хет-трик Горди Хоу»

10 июля 2007 года Кросби подписал пятилетний контракт с «Питтсбург Пингвинз» на сумму 43,5 миллионов долларов США. В новом сезоне, 20 декабря 2007 года, в матче против «Бостон Брюинз» канадец оформил «Хет-трик Горди Хоу», забив шайбу на 9-й минуте матча, отдав голевую передачу на 55-й секунде первого периода и подравшись с защитником «медведей» Эндрю Ференсом. Принимал участие в проходившей в новогодние праздники при снегопаде «Зимней классике» против «Баффало Сейбрз», где забросил победный буллит. 18 января 2008 года в матче с «Тампа-Бэй Лайтнинг» Кросби получил травму лодыжки. В результате он был вынужден пропустить матч всех звёзд 2008, где он был выбран болельщиками в стартовую пятёрку. Всего Кросби был вне хоккея 21 матч.
4 марта Кросби вернулся на лёд и заработал 1 результативный балл в игре против «Тампы», однако, сыграв в двух играх, он снова почувствовал боль в ноге, из-за чего пропустил ещё 7 матчей. Повторное возвращение состоялось 27 марта в матче против «Нью-Йорк Айлендерс», в котором «Питтсбург» одержал победу со счётом 3:1. Из-за травм Кросби сыграл всего 53 матча в регулярном чемпионате, набрав 72 очка.
Во время отсутствия канадца его очень удачно смог заменить Евгений Малкин, который сумел стать вторым среди бомбардиров НХЛ, уступив лишь Александру Овечкину. После возвращения Кросби и приобретения у «Атланты» Мариана Госсы «Питтсбург» победил в своём дивизионе и всеми специалистами признавался одним из фаворитов плей-офф. В первом раунде, как и год назад, «пингвины» снова играли с «Оттавой», и на этот раз «Питтсбург» обыграл их в четырёх матчах. В четвертьфинале со счётом 4:1 в серии команда Сидни Кросби сумела обыграть «Нью-Йорк Рейнджерс», а в полуфинале также в пяти матчах прошла «Филадельфию Флайерз». «Пингвины» впервые с 1992 года вышли в финал Кубка Стэнли, где встретились с «Детройт Ред Уингз». Проиграв «всухую» первые два матча, в третьей игре «Питтсбург» выиграл со счётом 3:2. В этой игре Кросби забросил две шайбы. Однако поражение в четвёртой игре вновь усилило отставание «Питтсбурга» до критичного — «Детройту» теперь достаточно было выиграть одну игру из трёх, но в пятом матче «Питтсбург» в третьем овертайме выиграл со счётом 4:3 и сократил до минимального счёт в серии, но в следующем матче «Детройт» победил со счётом 3:2 и стал обладателем Кубка Стэнли. Сидни Кросби в 20 играх плей-офф набрал 27 (6+21) очков.

#### Завоевание Кубка Стэнли

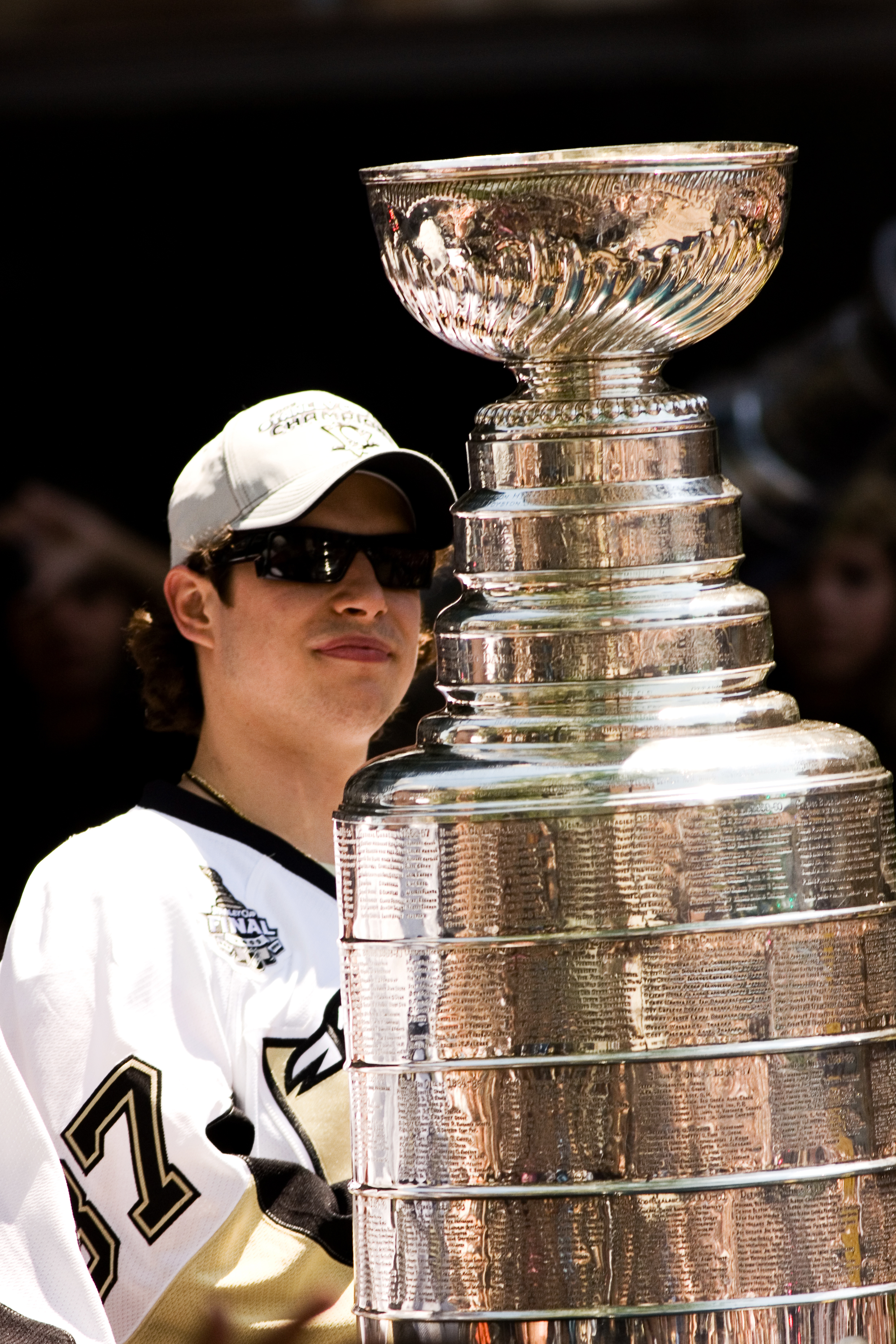
Чемпионство в 2009 году сделало Кросби самым молодым капитаном клуба, выигравшего Кубок Стэнли

В начале сезона 2008/09 «Питтсбург» сыграл два матча с «Оттавой» в Стокгольме. 18 октября во встрече с «Торонто Мейпл Лифс» Кросби забросил одну шайбу и отдал три передачи, благодаря чему преодолел рубеж в 100 голов, 200 передач и 300 набранных очков за карьеру. В середине января в матче с «Вашингтоном» Кросби получил травму ноги, после чего пропустил 5 игр, а также второй год подряд матч всех звёзд.
В связи с нестабильным выступлением команды 15 февраля в отставку был отправлен главный тренер «Пингвинз» Мишель Террьен. Его место занял Дэн Байлсма, после чего команда нашла свою игру и уверенно завершила регулярный сезон, в котором Кросби забил 33 гола и отдал 70 передач, заняв таким образом второе место в споре бомбардиров в команде и третье в лиге. Лучше канадца оказались лишь двое россиян: Александр Овечкин и одноклубник Евгений Малкин.
В первом раунде плей-офф «Питтсбург» обыграл «Филадельфию» со счётом 4:2 в серии, а затем встретился с хоккеистами «Вашингтон Кэпиталз». Во втором матче серии нападающие обоих клубов — Сидни Кросби и Александр Овечкин, ставший вторым в списке бомбардиров в регулярном сезоне — оформили свои первые в карьере хет-трики в плей-офф, но «Пингвины» проиграли вторую игру подряд. Тем не менее, «Питтсбург» довёл серию до седьмого матча, в котором победил, а Кросби отличился в последней игре двумя шайбами в большинстве. В финале конференции «пингвины» одолели «Каролину Харрикейнз» в четырёх играх. После этого Сидни Кросби вышел в лидеры бомбардирской гонки в плей-офф, имея на своем счету 28 очков. Во время вручения Приза принца Уэльского Кросби прикоснулся к трофею и дал это сделать партнёрам по команде, тем самым нарушив один из обычаев НХЛ. Кросби объяснил это тем, что в прошлом году хоть они и не трогали приз, но всё равно проиграли в финале.
В решающей серии «Питтсбург» снова встретился с «Детройтом». Как и в прошлом году, «крылья» выиграли первые два матча, однако затем выиграть две игры сумел «Питтсбург». Затем последовал обмен победами на домашнем льду, что в итоге привело к седьмому матчу. При этом «Питтсбургу» вновь пришлось сравнивать счёт в шестой игре. В ходе решающей встречи Кросби получил небольшую травму колена, но «Питтсбург» смог добиться победы 2:1 и взять реванш за прошлогоднее поражение. Сидни Кросби стал самым молодым капитаном — обладателем Кубка Стэнли.
После финальной сирены игроки «Детройта» раскритиковали Кросби за то, что он не пожал руку их капитану Никласу Лидстрёму. В частности Крис Дрэйпер заявил следующее: 

Ник ждал и ждал, а Кросби так и не пришёл пожать ему руку. Это просто недопустимо. Тем более это капитан команды. Думаю, это не самая приятная история.
 На что Кросби ответил: 

Я понимаю разочарование игроков «Детройта». Год назад я был в точно такой же ситуации и знаю, что очень непросто стоять в томительном ожидании, пока противник радуется победе. Но я считаю, что у меня было право разделить с партнёрами миг триумфа. Тем не менее, я вовсе не собирался игнорировать традицию лиги и, в итоге, пожал руку половине состава «Детройта», где были остальные хоккеисты соперника, я не знаю.

#### «Морис Ришар Трофи», рекордная серия и первое сотрясение мозга

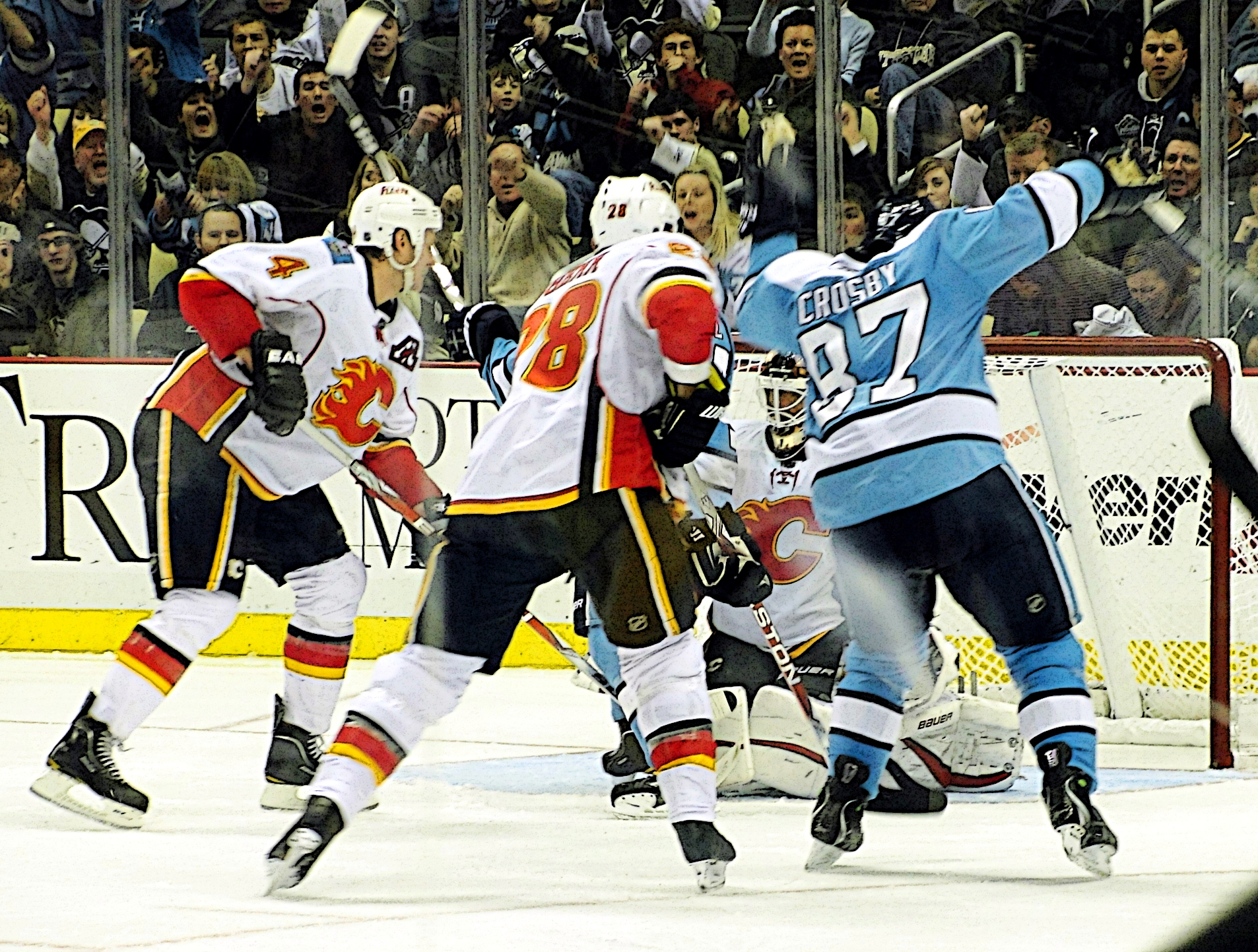
27 ноября 2010. Сидни Кросби забивает свой 200-й гол в НХЛ

В сезоне 2009/10 Кросби разделил приз за наибольшее количество забитых голов («Морис Ришар Трофи») со Стивеном Стэмкосом, нападающим «Тампа-Бэй Лайтнинг». Оба хоккеиста забили по 51 шайбе. Кросби занял третье место в голосовании на приз «Харт Трофи», уступив Александру Овечкину и Хенрику Седину, но сумел завоевать Приз Марка Мессье и вошёл в команду десятилетия НХЛ. В плей-офф «Питтсбург» обыграл в шести матчах «Оттаву», но в четвертьфиналах уступил «Монреалю» со счётом 3:4 в серии, при этом канадской команде трижды пришлось отыгрываться по ходу семиматчевого поединка. Хотя Кросби набрал 19 очков в 13 матчах плей-офф, в играх против «Монреаля» он сумел забить лишь один гол и отдать четыре передачи. Седьмая игра стала последним хоккейным матчем на домашнем стадионе «Питтсбурга» Сивик-арена, а уже в июле Сидни Кросби вместе с наставником Марио Лемьё получили право первыми выйти на лёд «Consol Energy Center» — нового стадиона «Пингвинов».
В начале сезона 2010/11 Сидни Кросби оформил 25-матчевую результативную серию с 5 ноября (против «Нью-Йорк Айлендерс») по 28 декабря . Во время этой серии канадец забил 27 голов (включая три хет-трика) и отдал 24 результативные передачи. Эта серия принесла Кросби статус лучшего игрока ноября и декабря, а по продолжительности оказалась 11-й в истории НХЛ. 3 января 2011 года Кросби стал победителем в голосовании болельщиков на матч всех звёзд, также для участия были выбраны его одноклубники Евгений Малкин, Марк-Андре Флёри и Крис Летанг. Однако в третий раз подряд он не сумел в нём сыграть из-за полученного 1 января сотрясения мозга в матче «Зимней классики»: во втором периоде матча против «Вашингтона» Кросби был атакован со спины нападающим соперников Дэвидом Стеккелом; а также получил удар в голову в столкновении с Виктором Хедманом в матче против «Тампы» 5 января. В результате Кросби выбыл до конца сезона, помимо этого в начале 2011 года «Пингвины» потеряли своего второго лидера Евгения Малкина. Всего в сезоне 2010/11 Сидни Кросби провёл 41 игру, в которых набрал 66 (32+34) очков. Однако даже пропустив половину регулярного чемпионата, Кросби стал лучшим бомбардиром «Питтсбурга», обогнав на 16 очков Криса Летанга.
Кросби пропустил первые 20 матчей чемпионата 2011/12, восстанавливаясь от сотрясения мозга. Первый матч после десятимесячного перерыва он провёл 21 ноября 2011 года против «Нью-Йорк Айлендерс», забив два гола и ещё дважды ассистировав партнёрам. Однако уже в декабре Кросби снова был вынужден уйти на больничный из-за возобновившихся головных болей. В итоге он пропустил ещё три месяца, вернувшись 15 марта в гостевом матче против «Нью-Йорк Рейнджерс». В регулярном чемпионате Кросби преодолел рубеж в 600 набранных очков за карьеру. Всего он провёл 22 матча, в которых набрал 37 (8+29) очков. В плей-офф «Пингвины» вылетели уже в первом раунде, в «пенсильванском дерби» уступив «Филадельфии Флайерз» в шести играх, а Кросби получил негативные отзывы болельщиков за грубую игру в третьем матче и последующее интервью, в котором канадец утверждал, что ненавидит всех игроков «Филадельфии». Несмотря на это, в июле 2012 года Кросби подписал новый контракт с «Питтсбургом» сроком на 12 лет на общую сумму в 104,4 миллиона долларов США.

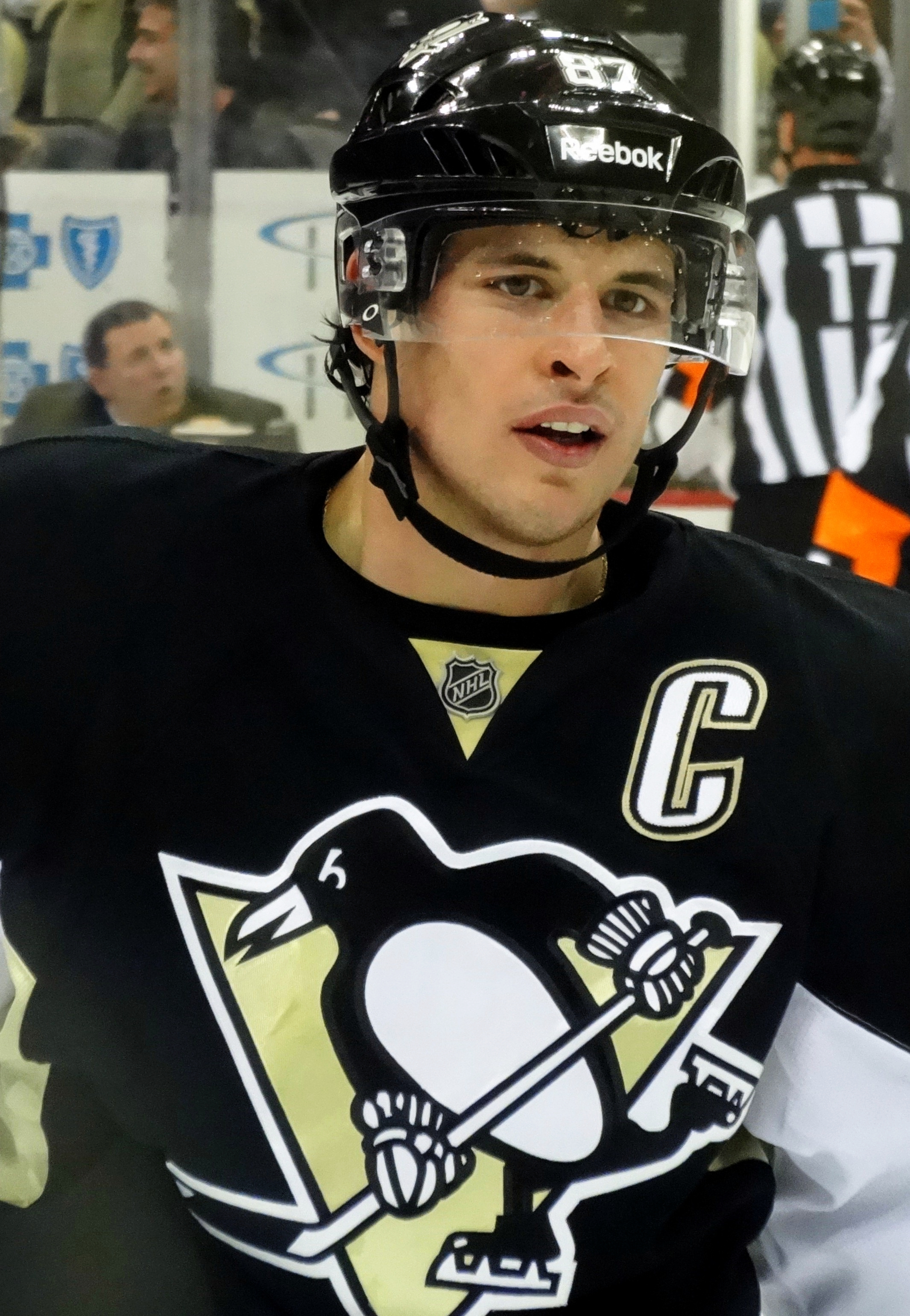
В локаутном сезоне 2012/13 Сидни Кросби разделил 3-е место в гонке бомбардиров с Александром Овечкиным

Сезон 2012/13 был сокращён из-за локаута. Сидни Кросби принимал участие в переговорах с НХЛ как член профсоюза и не стал подписывать временные контракты с клубами из других лиг, хотя европейские клубы, к том числе в КХЛ, рассматривали варианты перехода канадца на время локаута, а сам хоккеист в ходе затянувшихся переговоров допускал такую возможность. В то же время Кросби участвовал в товарищеских матчах. Однако локаут завершился 19 января, и Кросби продолжил выступать за свою команду. В регулярном чемпионате Кросби провёл 36 матчей из 48 возможных и набрал 56 (15+41) очков, став лучшим бомбардиром «Пингвинов», при этом последние 12 игр канадец пропустил из-за травмы, полученной из-за попавшей в него шайбы, брошенной Бруксом Орпиком, в результате чего Кросби потерял несколько зубов. На лёд Кросби вернулся 5 мая во второй игре первого раунда плей-офф против «Нью-Йорк Айлендерс», и сразу же забросил две шайбы, однако «Питтсбург» проиграл 2:3. Тем не менее, команда Кросби сумела пройти в следующий раунд в шести играх, а сам канадец в матчах плей-офф к тому моменту набрал 9 очков. Во второй игре четвертьфинала Кубка Стэнли против «Оттавы» Кросби оформил хет-трик, а «Пингвины» одержали победу. В итоге Кросби с командой сумели дойти до финала конференции, где всухую уступили «Бостон Брюинз», а сам Кросби в 14 матчах набрал 15 (7+8) очков. По итогам сезона канадец получил приз «Тед Линдсей Эворд».
В чемпионате 2013/14 Кросби провёл 80 матчей, пропустив лишь две игры и отличившись в 60. Канадец набрал 104 (36+68) очка и стал лидером лиги. Кросби стал единственным игроком в сезоне, кто сумел преодолеть рубеж в 100 набранных очков. В розыгрыше Кубка Стэнли «Питтсбург Пингвинз» в первом раунде встретились с «Коламбус Блю Джекетс» и победили их в шести играх, Кросби не забросил ни одной шайбы, но отдал шесть передач. Уже во втором раунде «Пингвины» вылетели из Кубка Стэнли, проиграв «Нью-Йорк Рейнджерс» в семи матчах. Кросби в тринадцати матчах он набрал девять очков, забив лишь одну шайбу. По итогам сезона Кросби получил «Арт Росс Трофи» как лучший бомбардир, а также «Харт Мемориал Трофи» и «Тед Линдсей Эворд» как лучший хоккеист. Из-за неудач в команде был уволен генеральный менеджер Рей Широ, вместо него на пост был назначен Джим Рутерфорд, который сразу же уволил главного тренера команды Дэна Байлсму. Новым наставником «Пингвинов» стал Майк Джонстон.
В сезоне 2014/15 Кросби провёл 77 игр, в которых набрал 84 (28+56) очка и занял третье место в списке лучших бомбардиров лиги. 19 октября 2014 года в матче против «Нью-Йорк Айлендерс» он отдал 500-ю передачу в карьере. В декабре он пропустил три матча из-за заболевания свинкой. Из-за «травмы нижней части тела» он в четвёртый раз подряд не смог принять участия в матче всех звёзд, проходившем 25 января 2015 года. 1 апреля 2015 Кросби забил свою 300-ю шайбу в НХЛ. В плей-офф, куда «Питтсбург» попал лишь с восьмого места в Восточной конференции, «пингвины» уступили в первом раунде «рейнджерам» в пяти матчах, в которых Кросби набрал 4 (2+2) очка.

#### Два «Конн Смайт Трофи» и Кубка Стэнли подряд

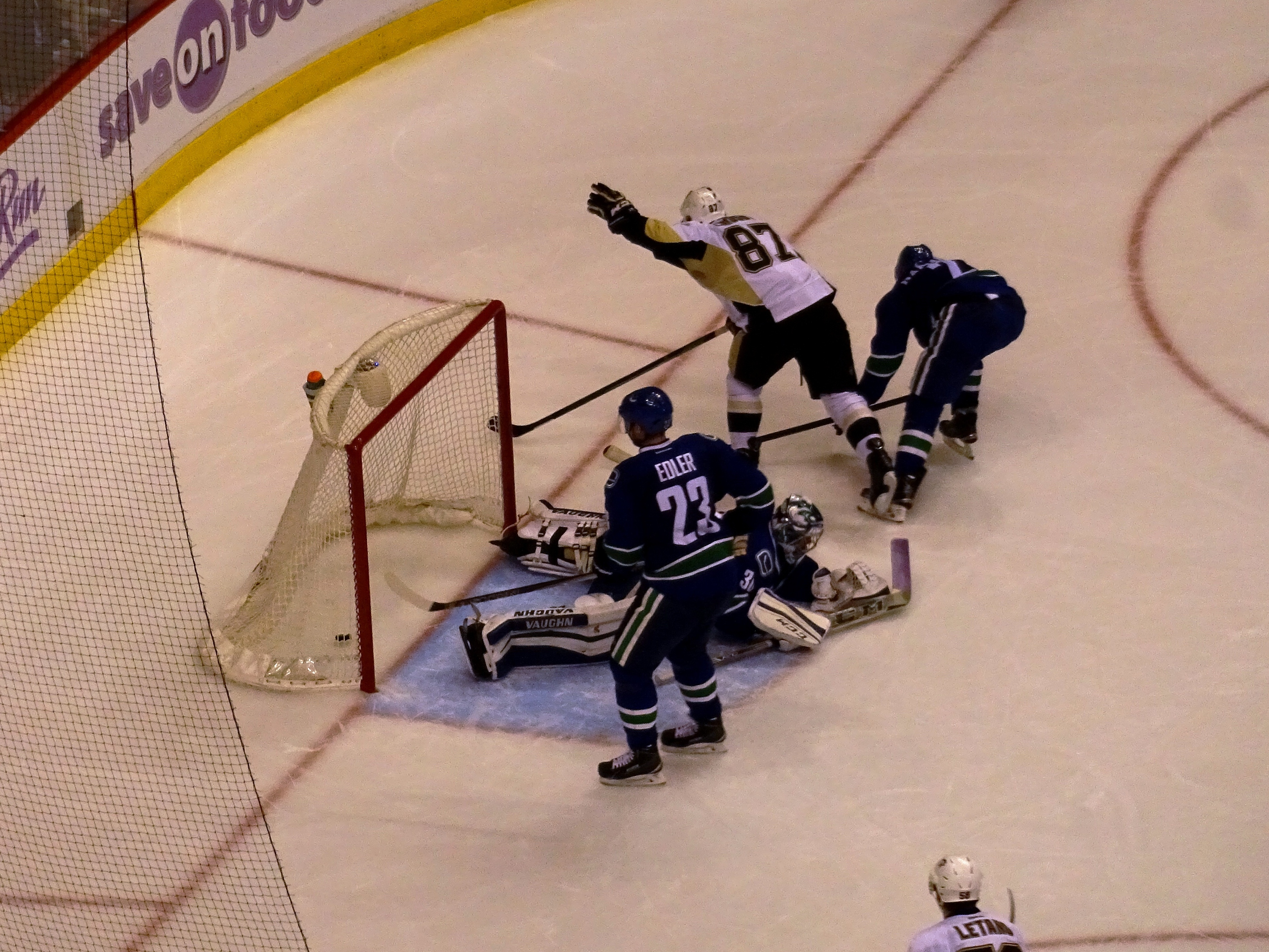
4 ноября 2015 года. Кросби забрасывает шайбу в матче против «Ванкувера»

В первой половине сезона 2015/16 Кросби свои первые очки смог набрать только в шестом матче сезона. Всего после 40 матчей регулярного чемпионата набрал лишь 31 очко. Слабый уровень игры Кросби специалисты связывали с возможным конфликтом игрока с владельцем команды Марио Лемьё и одноклубником Евгением Малкиным, однако эту информацию опровергали как сами хоккеисты, так и Лемьё. После нового года Кросби снова стал показывать привычную результативность, выдав 11-матчевую результативную серию, в которой набрал 22 (12+10) очка, включая хет-трик в ворота «Оттавы Сенаторз», ставший для игрока 9-м в НХЛ. 6 февраля 2016 года, в матче против «Флориды Пантерз», набрал своё 900-е очко в регулярных чемпионатах НХЛ, а 2 апреля сделал свою 600-ю результативную передачу. Всего в чемпионате провёл 80 матчей, в которых набрал 85 очков (36+49), и занял третью строчку в списке бомбардиров сезона. По итогам регулярного чемпионата был номинирован на «Харт Трофи», приз самому ценному игроку сезона.

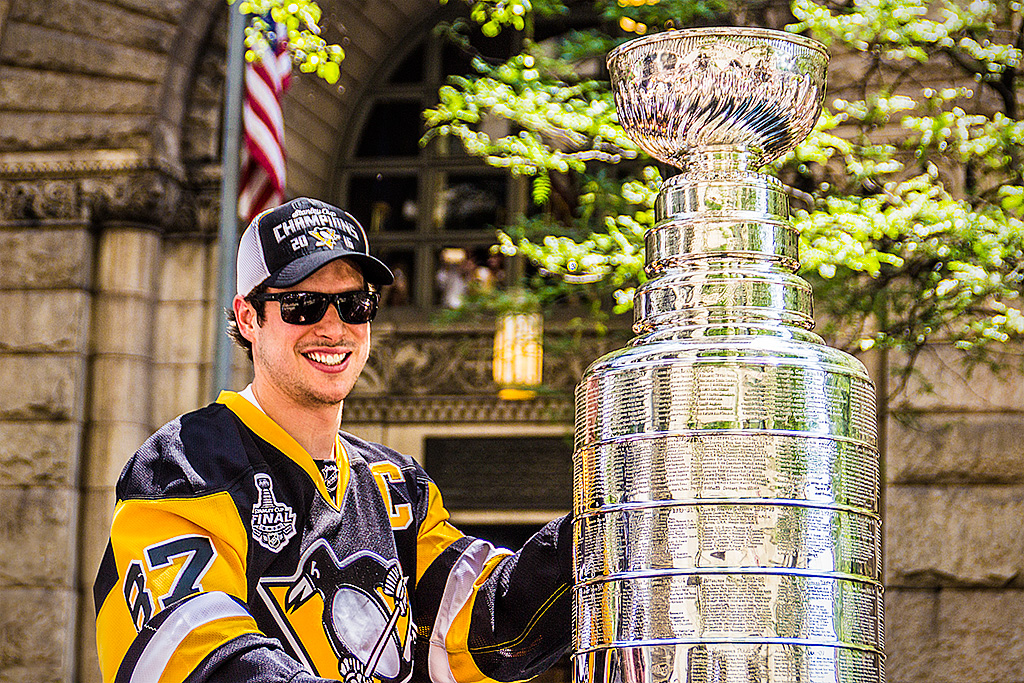
Сидни Кросби со своим вторым Кубком Стэнли, который он выиграл в 2016 году

16 мая 2016 года, во втором матче финала Восточной конференции, забил гол в ворота «Тампа-Бэй Лайтнинг», который стал для игрока 47-м в розыгрышах Кубка Стэнли, и вышел на 3-е место в списке лучших снайперов «Питтсбурга», обойдя Кевина Стивенса, уступая только Марио Лемьё (76) и Яромиру Ягру (65). В итоге «Питтсбург» дошёл до финала, где встречался с «Сан-Хосе Шаркс», и спустя семь лет снова завоевал Кубок Стэнли, обыграв своего соперника в шести матчах. Сам же Кросби был признан самым ценным игроком плей-офф, за что получил «Конн Смайт Трофи». Всего в плей-офф 2016 года провёл 24 матча, в которых набрал 19 (6+13) очков.
Во время тренировки перед началом нового сезона Кросби получил своё второе сотрясение мозга в карьере, из-за чего был вынужден пропустить шесть стартовых матчей регулярного чемпионата. 29 января 2017 года принял участие в матче всех звёзд в качестве капитана Столичного дивизиона, в котором он впервые участвовал с 2007 года. 16 февраля 2017 в матче против «Виннипег Джетс» набрал своё 1000-е очко в регулярных матчах НХЛ. Для достижения данной отметки Кросби затратил 757 матчей, что является 12-м результатом в истории НХЛ и первым среди действующих игроков. 19 марта 2017 года оформил свой 10-й хет-трик в НХЛ, трижды поразив ворота «Флориды Пантерз». В регулярном чемпионате 2016/17 провёл 75 матчей, в которых набрал 89 (44+45) очков, и завоевал свой второй в карьере «Морис Ришар Трофи», приз лучшему снайперу. По итогам сезона был номинирован на «Харт Трофи» и «Тед Линдсей Эворд», а также включён во вторую сборную всех звёзд.

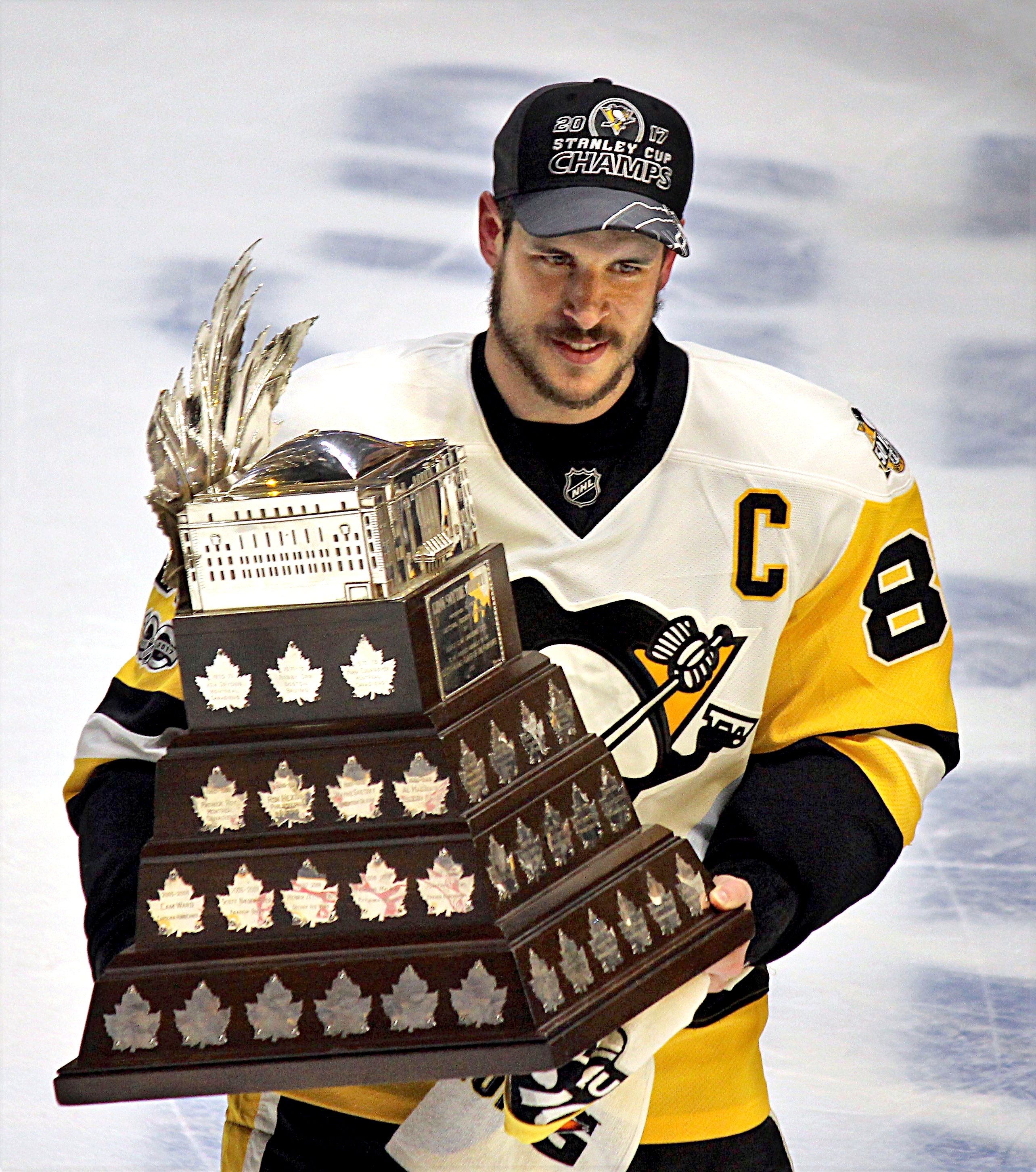
Сидни Кросби два года подряд получал «Конн Смайт Трофи», что до него удавалось только Берни Паренту и Марио Лемьё

29 апреля 2017 года, в матче второго раунда плей-офф против «Вашингтон Кэпиталз», Кросби отдал две результативные передачи и со 148 очками вышел на второе место в списке лучших бомбардиров клуба в матчах плей-офф, обойдя Яромира Ягра. В следующем матче был вынужден досрочно покинуть площадку после столкновения с защитником «Кэпиталз» Мэттом Нисканеном. Позже у игрока было диагностировано сотрясение мозга, из-за чего он не принял участия в четвёртом матче серии. Однако вернулся уже в пятом матче. По итогу серии «Питтсбург» в семи матчах обыграл «Вашингтон». Далее, также в семи матчах, была обыграна «Оттава», а в финале «Пингвинз» в шести матчах победили «Нэшвилл Предаторз» и второй год подряд завоевали Кубок Стэнли. Сам Кросби снова получил «Конн Смайт Трофи» и стал третьим в истории НХЛ хоккеистом (наряду с Берни Парентом и Марио Лемьё), которого дважды подряд признавали самым ценным игроком плей-офф.

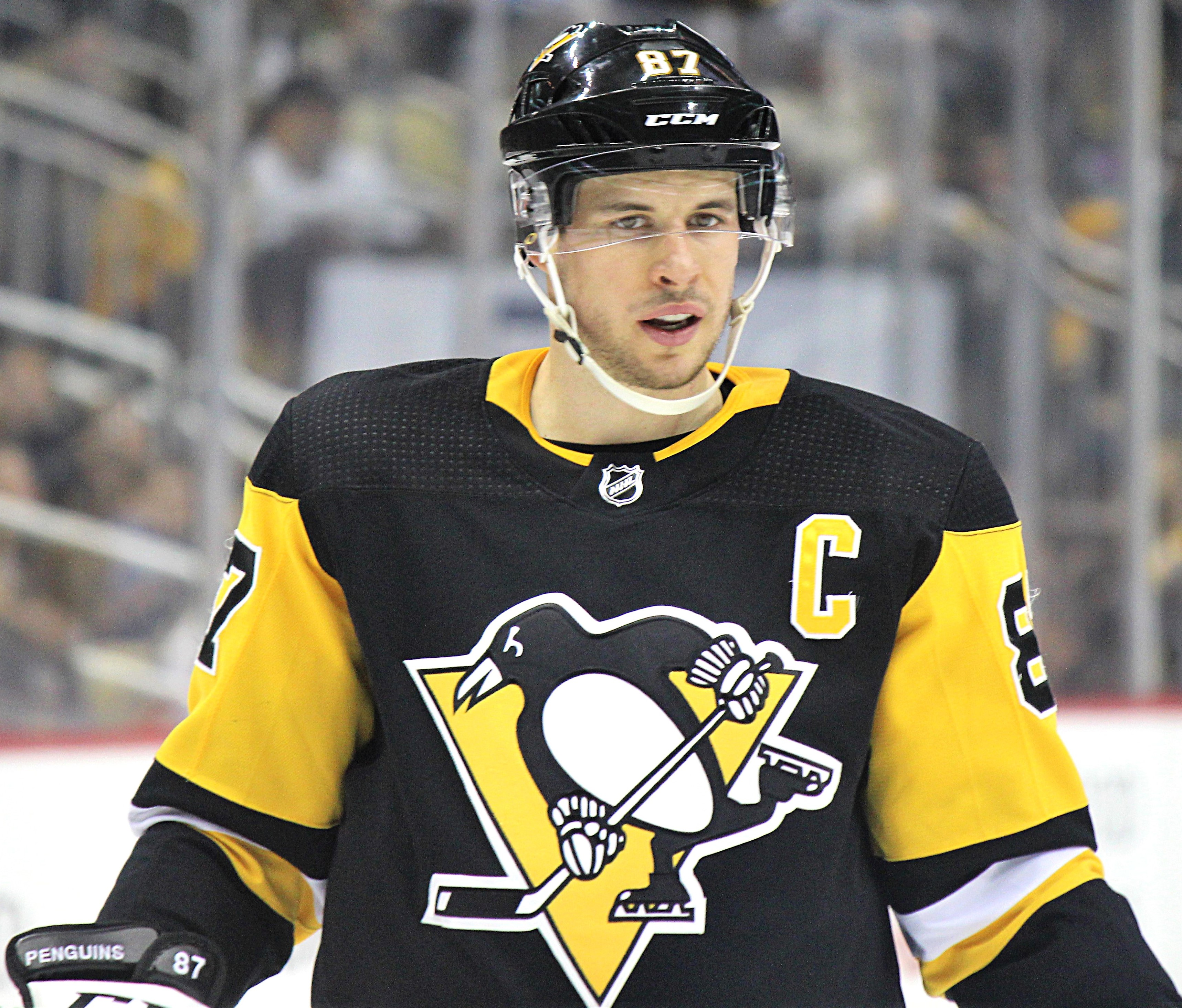
Сидни Кросби 3 марта 2018 года в матче против «Нью-Йорк Айлендерс» в котором он принёс своей команде победу забросив шайбу в овертайме

В сезоне 2017/18 Кросби достиг несколько юбилейных отметок. 11 февраля 2018 года забил свою 400-ю шайбу в регулярных чемпионатах, 7 марта набрал своё 1100-е очко, а 22 марта отдал 700-ю голевую передачу. Впервые в своей карьере провёл все 82 матча регулярного чемпионата, в которых набрал 89 (29+60) очков. В первом матче первого раунда плей-офф 2018 против «Филадельфии Флайерз» забил три шайбы и оформил свой 3-й в карьере хет-трик в матчах розыгрыша Кубка Стэнли. 18 апреля 2018 года в четвёртом матче серии против «Филадельфии» Сидни Кросби отдал результативную передачу и забил гол и вышел на первое место в клубе по количеству набранных очков в плей-офф, обойдя Марио Лемьё. 5 мая забросил шайбу в ворота «Вашингтон Кэпиталз», которая стала для игрока 66-й в матчах плей-офф, и таким образом вышел на 2-е место в списке лучших снайперов «Пингвинз» в плей-офф, обойдя Яромира Ягра. В шестом матче набрал одно очко за результативную передачу, которое стало 185-м в карьере игрока в плей-офф, и разделил 10-е место в списке лучших бомбардиров плей-офф со Стивом Айзерманом. Несмотря на это, «Питтсбург» проиграл серию «Вашингтону» в шести матчах и закончил свои выступления в сезоне. Всего Кросби в розыгрыше Кубка Стэнли 2018 провёл 12 матчей и набрал 21 (9+12) очко.

#### 1000 матчей, 500 голов, 1000 передач
28 ноября 2018 года в матче против «Колорадо Эвеланш» сделал свой 14-й хет-трик в карьере и вышел на 2-е место в клубе по количеству хет-триков, разделив его с Евгением Малкиным. 26 января 2019 года принял участие в матче всех звёзд, в котором набрал 8 (4+4) очков и был признан самым ценным игроком матча. 9 февраля провёл свой 916-й матч за «Питтсбург» и обошёл Марио Лемьё по количеству сыгранных матчей за клуб. 2 марта забросил шайбу в ворота «Монреаль Канадиенс» и вышел на 2-е место в списке лучших снайперов «Питтсбург Пингвинз», обойдя Яромира Ягра, а в следующей игре против «Флориды Пантерз» набрал своё 1200-е очко в регулярных чемпионатах. Всего в регулярном чемпионате 2018/19 провёл 79 матчей, в которых набрал 100 (35+65) очков, что стало шестым случаем в карьере Кросби, когда он смог достичь отметки в 100 набранных очков за чемпионат. В плей-офф «Питтсбург» проиграл в первом же раунде «Нью-Йорк Айлендерс» в четырёх матчах, в которых Кросби набрал всего одно очко за результативную передачу.
В сезоне 2019/20, 9 ноября 2019 года, в матче против «Чикаго Блэкхокс» получил травму и пропустил следующую игру против «Нью-Йорк Рейнджерс», а 14 ноября перенёс операцию на мышцах кора и выбыл из строя минимум на 6 недель. В итоге Кросби пропустил 28 матчей и вернулся на лёд 14 января в игре против «Миннесоты Уайлд», в которой набрал 4 (1+3) очка и был признан первой звездой матча. 3 марта в матче против «Оттавы» отдал свою 800-ю результативную передачу в регулярных чемпионатах НХЛ и стал 6-м игроком по скорости достижения данной отметки.
20 февраля 2021 года провёл свой 1000-й матч в регулярных чемпионатах НХЛ и стал первым игроком «Пингвинз», сыгравшим 1000 матчей за клуб. 25 марта в матче против «Баффало Сейбрз» набрал своё 1300-е очко в регулярных чемпионатах. Всего в регулярном чемпионате 2020/21 набрал 62 (24+38) очка в 52 матчах и в 11-й раз стал лучшим бомбардиром «Питтсбурга» в сезоне. Однако плей-офф оказался неудачным. «Питтсбург» уступил в первом раунде «Нью-Йорк Айлендерс» со счётом 2-4, а сам Кросби в шести матчах серии набрал лишь 2 (1+1) очка при показателе полезности -2.
Перед сезоном 2021/22 Кросби перенёс операцию на запястье и пропустил первые 7 игр регулярного чемпионата, вернувшись на лёд 30 октября в матче против «Нью-Джерси Девилз». Однако уже 3 ноября игрок сдал положительный тест на коронавирус из-за чего пропустил еще пять матчей. 21 января 2022 года сделал хет-трик в матче против «Коламбуса», Кросби забросил три шайбы за матч впервые с ноября 2018 года. 15 февраля 2022 года в матче против «Филадельфии Флайерз» забросил свою 500-ю шайбу в регулярных чемпионатах НХЛ и стал 46-м игроком в истории достигнувшим данной отметки. 12 апреля в игре против «Айлендерс» набрал своё 1400-е очко в регулярных сезонах НХЛ. Кросби завершил регулярный чемпионат с 84 (31+53) очками в 69 матчах, а «Питтсбург» финишировал на 3-м месте в Столичном дивизионе. В первом раунде плей-офф соперником «Пингвинз» стал «Нью-Йорк Рейнджерс». Поведя в серии со счётом 3-1, «Питтсбург» проиграл следующие три матча и выбыл из розыгрыша Кубка Стэнли. Кросби в этой серии провёл 6 матчей, пропустив один из-за травмы, в которых набрал 10 (2+8) очков.
В начале сезона 2022/23 вошёл в топ-20 лучших бомбардиров в истории НХЛ, обойдя Дэйла Хаверчука и Дуга Гилмора. 5 ноября 2022 года в игре против «Сиэтл Кракен» сделал свою 900-ю передачу в регулярных сезонах НХЛ, став 20-м хоккеистом в истории, достигшим этой отметки. Кросби затратил на это 1120 матчей, только пять хоккеистов делали 900 передач быстрее. 8 апреля 2023 года стал 15-м хоккеистом в истории, набравшим 1500 очков (550+950) в регулярных чемпионатах НХЛ, затратив на это 1188 матчей. По итогам сезона 2022/23 «Пингвинз» не пробились в игры Кубка Стэнли впервые с сезона 2005/06, дебютного для Кросби.
В сезоне 2023/24 обогнал Пола Коффи, Марка Рекки, Джо Торнтона и Рэя Бурка и вышел на 11-е место в списке лучших бомбардиров в истории НХЛ. 14 ноября 2023 года сделал хет-трик в ворота «Коламбус Блю Джекетс» (5:3). Это был 16-й хет-трик Кросби в НХЛ (13-й в регулярных чемпионатах) и лишь второй за последние 5 лет. 24 марта 2024 года набрал 4 очка (1+3) в игре против «Колорадо» (4:5 ОТ), «Питтсбург» упустил победу, хотя вёл 4:0. Кросби 14-й раз за карьеру в НХЛ набрал не менее 70 очков за сезон и 12-й раз забросил не менее 30 шайб. 6 апреля забросил шайбу в ворота «Тампы-Бэй» (5:4). Кросби третий раз в карьере и впервые с сезона 2016/17 достиг отметки 40 заброшенных шайб за сезон. 11 апреля набрал 3 очка (1+2) в игре против «Детройта» (6:5 ОТ). Вторая передача на Эрика Карлссона, забросившего победную шайбу в овертайме, стала для Кросби 1000-й в регулярных чемпионатах НХЛ. Он стал 14-м хоккеистом в истории, достигшим этой отметки. Среди этих 14 игроков по среднему количеству передач за матч Кросби занимает 4-е место, уступая только Уэйну Гретцки, Марио Лемьё и Адаму Оутсу. Также благодаря 3 очкам Кросби вышел на 10-е место в списке лучших бомбардиров в истории НХЛ (1591 очко), опередив Фила Эспозито. Всего в сезоне 2023/24 набрал 94 очка (42+52) в 82 играх при показателе полезности +7. «Пингвинз» второй сезон подряд не смогли выйти в плей-офф.
16 октября 2024 года набрал 3 очка (1+2) в матче против «Баффало» и стал 10-м хоккеистом в истории НХЛ, преодолевшим отметку в 1600 очков за карьеру. 23 ноября 2024 года в игре против «Юты» (1:6) забросил свою 600-ю шайбу в регулярных сезонах НХЛ, Кросби стал 21-м хоккеистом, добравшимся до этой отметки. 19 декабря набрал 4 очка (1+3) в игре против «Нэшвилла» (5:4 ОТ). 23 декабря набрал 4 очка (1+3) в игре против «Филадельфии» (7:3). Шайба в этом матче стала для Кросби 602-й в карьере, он вышел на чистое 20-е место по заброшенным шайбам в НХЛ, опередив Яри Курри. По передачам за карьеру Кросби догнал Марио Лемьё (по 1033), занимавшего 12-е место в истории НХЛ.

## Карьера в сборной

### Юниорские и молодёжные турниры
Первым турниром за сборную Канады для Кросби стал юниорский Кубок мира 2003 в Чехии и Словакии, хоккеисту на тот момент только исполнилось 16 лет. Несмотря на то, что канадцы семь раз подряд до этого выигрывали кубок, в этот раз повторить успех не удалось, и сборная «кленовых листьев» стала четвёртой, уступив Чехии в матче за бронзу 2:8. Сидни Кросби был самым молодым хоккеистом сборной, на турнире он забросил четыре шайбы и отдал две голевые передачи.
Кросби принял участие в двух молодёжных чемпионатах мира — в 2004 и в 2005 годах. В Финляндии, на первом из них, сборная Канады уступила в финале хоккеистам США, Кросби на том чемпионате забросил две шайбы и отдал три передачи в шести играх, став самым молодым хоккеистом, отличившимся голом в истории турнира (этот рекорд побил финн Александр Барков в 2012 году). В следующем канадцы, среди которых помимо Сидни Кросби были будущие звёзды хоккея Патрис Бержерон, Райан Гецлаф, Джефф Картер, Кори Перри и Брент Сибрук, выиграли золото, обыграв со счётом 6:1 в решающем матче сборную России, в составе которой были будущие партнёры и соперники в НХЛ Александр Овечкин и Евгений Малкин. Сам же Кросби забил 6 голов и отдал 3 передачи на чемпионате.

### Чемпионат мира 2006
В конце 2005 года стало известно, что Сидни Кросби не был включён в состав сборной Канады для участия в Олимпийских играх 2006 в Турине. Несмотря на разочарование, хоккеист не стал критиковать это решение и пообещал сделать всё возможное, чтобы сыграть в 2010 году на домашней Олимпиаде. После завершения сезона НХЛ для «Питтсбурга» Кросби отправился на чемпионат мира 2006 в Ригу. Он на том турнире в девяти матчах забросил 8 шайб и отдал 8 результативных передач, став самым молодым победителем бомбардирской гонки на чемпионатах мира. Несмотря на своё успешное выступление, сборная Канады не смогла выиграть медаль, уступив в матче за третье место сборной Финляндии со счётом 0:5. Кросби был признан лучшим нападающим чемпионата и попал в символическую сборную турнира.

### Олимпиада в Ванкувере

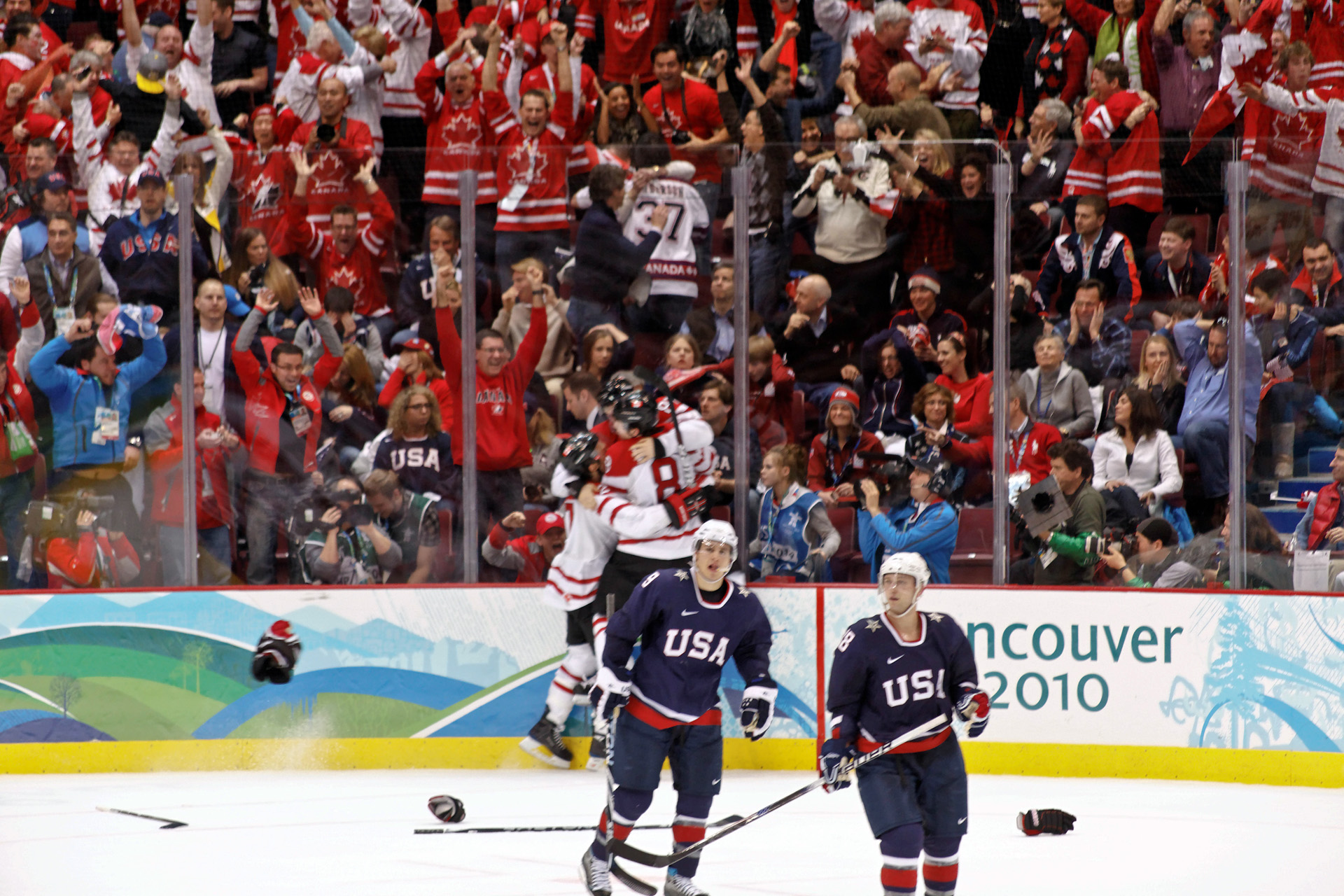
Кросби и его партнёры по сборной Канады празднуют забитый в овертайме гол в финале Олимпийских игр 2010

30 декабря 2009 года генеральный менеджер сборной Канады Стив Айзерман назвал окончательный состав «Кленовых листьев» на Олимпийские игры 2010 в Ванкувере. Кросби был назначен альтернативным капитаном. 16 февраля 2010 канадцы сыграли первый матч на Играх, обыграв со счётом 8:0 сборную Норвегии. Хет-триком отметился Джером Игинла, а Сидни Кросби принял участие в каждом из трёх голов партнёра, записав на свой счёт три очка. Через сутки канадцы сыграли свой второй матч в группе против сборной Швейцарии, но победить в основное время не смогли, также не удалось определить победителя в овертайме. Сидни Кросби реализовал победный буллит, со второй попытки поразив ворота Йонаса Хиллера. В последней игре группового этапа «Кленовые листья» уступили сборной США со счётом 3:5, Кросби в этой игре отметился одной заброшенной шайбой. После этого поражения канадцы были вынуждены играть стыковый матч против Германии за выход в четвертьфинал, а тренер Майк Бэбкок произвёл изменения в звеньях, в результате партнёрами Кросби по звену стали Джером Игинла и Эрик Стаал. Канадцы одержали победу в матче со счётом 8:2, а Кросби отметился одной заброшенной шайбой. В четвертьфинале канадцы встретились со сборной России, выигравшей групповой этап и имевшей день на отдых. Сидни Кросби в этой игре не отметился набранными очками, но канадцы уверенно вышли в полуфинал, одержав победу со счётом 7:3. В первые два периода против сборной Словакии канадцами было заброшено три безответных шайбы, однако в последние 10 минут «Кленовые листья» пропустили две, но сумели удержать преимущество и выйти в финал. Кросби снова не набрал ни одного очка. В матче за золотые медали канадцы вновь вышли вперёд после голов Джонатана Тэйвза и Кори Перри, но американцы благодаря голу Райана Кеслера во втором периоде и Зака Паризе на последней минуте перевели игру в овертайм. Сидни Кросби с передачи Джерома Игинлы забросил победную шайбу спустя 7 минут и 40 секунд после начала дополнительного времени, принеся сборной Канады четырнадцатое золото Игр, что стало рекордом на зимних Олимпиадах. Всего на Олимпийских играх 2010 года Кросби забросил четыре шайбы и отдал три голевых передачи. После матча было объявлено о пропаже краг и клюшки, которой Кросби забил победный гол. Компания «Reebok» назначила вознаграждение в 10 000 долларов США тому, кто вернет амуницию. 10 марта вещи были найдены. Краги экипировщик по ошибке засунул в баул к Патрису Бержерону, а клюшку нашли в Торонто, которую планировалось отправить в музей хоккейной амуниции в Санкт-Петербурге. Когда выяснилось что это именно та клюшка, которой Кросби забил победный гол, её вернули игроку.

### Олимпиада в Сочи

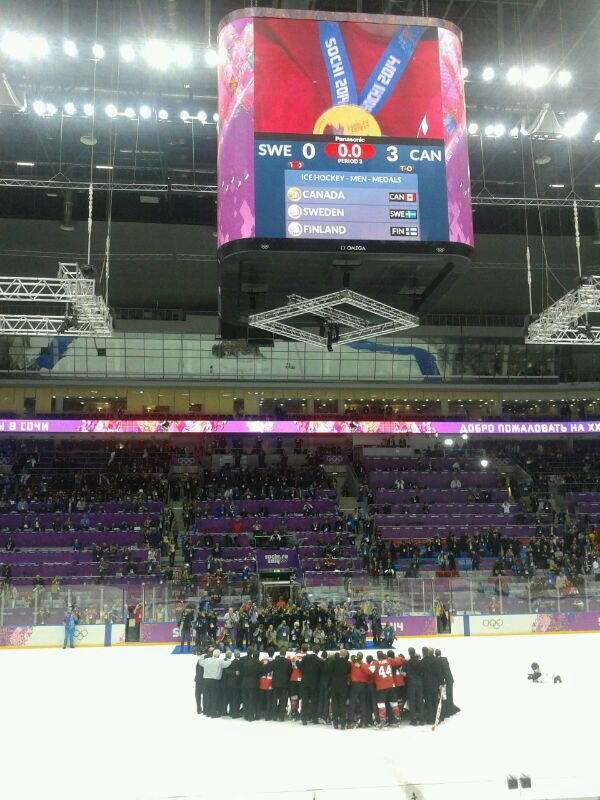
Канадские хоккеисты после церемонии награждения в ледовом дворце «Большой» в Сочи

В январе 2014 года стало известно, что на Олимпийских играх 2014 в Сочи капитаном сборной Канады станет Сидни Кросби. Первую игру канадцы провели 13 февраля, победив норвежцев со счётом 3:1; на следующий день со счётом 6:0 «Кленовые листья» победили сборную Австрии. В этой игре Кросби набрал первое очко на Олимпиаде, отдав голевую передачу Джеффу Картеру, который оформил хет-трик. В третьей игре группового этапа канадцы победили финнов в овертайме, Кросби набрал ещё одно очко, отдав передачу Дрю Даути, а победа во всех матчах и, следовательно, в группе позволила «Кленовым листьям» напрямую выйти в четвертьфинал против сборной Латвии. В этой игре канадцы одержали победу со счётом 2:1, несмотря на упорное сопротивление латвийцев, а в полуфинале победили американцев с минимальным счётом благодаря единственной шайбе Джейми Бенна. Кросби в этих играх не отличился набранными очками. В золотом финале с сухим счётом 3:0 была обыграна сборная Швеции, Кросби забросил единственную шайбу на турнире, при этом и он, и его партнёр по «Питтсбургу» Крис Кунитц, зафиксировавший окончательный счёт, оформили свои шайбы без ассистентов. Канада выиграла вторую Олимпиаду подряд в мужском хоккее. Став двукратным олимпийским чемпионом, в шести матчах в России Кросби набрал всего три очка, но, отличившись в финале он подтвердил репутацию игрока, способного оправдать ожидания в главной игре.

### Чемпионат мира 2015
В 2015 году второй раз в карьере Сидни Кросби принял участие на чемпионате мира в Чехии, где также исполнял функции капитана сборной Канады. Канадцы выиграли все семь игр группового этапа, в первых шести Кросби забросил три шайбы и сделал четыре передачи, а последнюю игру против сборной Австрии пропустил, капитаном в этой поединке стал Дэн Хэмьюс. В четвертьфинале канадцы победили сборную Беларуси со счётом 9:0, Кросби набрал одно очко. В полуфинале со счётом 2:0 «Кленовые листья» победили хозяев турнира, а Кросби набрал ещё одно очко, отдав передачу Тэйлору Холлу, а в финальном матче против сборной России отдал ещё одну передачу и забил один гол. Канадцы победили со счётом 6:1, благодаря чему Сидни Кросби стал 26-м членом «тройного золотого клуба». После победы канадец отметил, что «много не думал об этом [Тройном золотом клубе], сейчас это больше как бонус, <…> больше счастлив, что стал чемпионом мира, чем вошел в этот клуб».

### Кубок мира 2016
2 марта 2016 года был включён в состав игроков сборной Канады для участия в возрождённом Кубке мира в качестве капитана команды. В официальных товарищеских матчах перед турниром Кросби отдал по одной передаче в играх против США, которую канадцы проиграли 2:4, и против сборной России, в которой «Кленовые листья» одержали победу 3:2. В первой игре на чемпионате против сборной Чехии, которую канадцы выиграли со счётом 6:0, Кросби стал первой звездой, забросив одну шайбу и отдав две передачи, но во второй игре не сумел набрать очков, тем не менее «Кленовые листья» сумели победить американцев со счётом 4:2. В последнем матче группового этапа против сборной Европы Кросби открыл счёт, а канадцы одержали победу 4:1. В полуфинале «Кленовые листья» победили хоккеистов сборной России 5:3, в этой игре Кросби открыл счёт и принял участие в двух голах Брэда Маршана, в итоге став второй звездой матча. В финальной серии до двух побед против сборной Европы набрал два очка в двух матчах, оба из которых выиграли канадцы, при этом в первой игре Кросби стал первой звездой. Проведя шесть матчей на турнире, канадец набрал 10 очков и стал лучшим бомбардиром. Приз самого ценного игрока Кубка мира 2016 сделал Кросби третьим игроком после Уэйна Гретцки и Бобби Орра, которые помимо этой награды выигрывали «Харт Трофи» и «Конн Смайт Трофи».

### Турнир четырёх наций 2025
28 июня 2024 года Кросби был включен в состав сборной Канады для участия в «Турнире четырёх наций», который прошёл в феврале 2025 года в Монреале («Белл-центр») и в Бостоне («ТД-гарден»).

## Стиль игры и признание

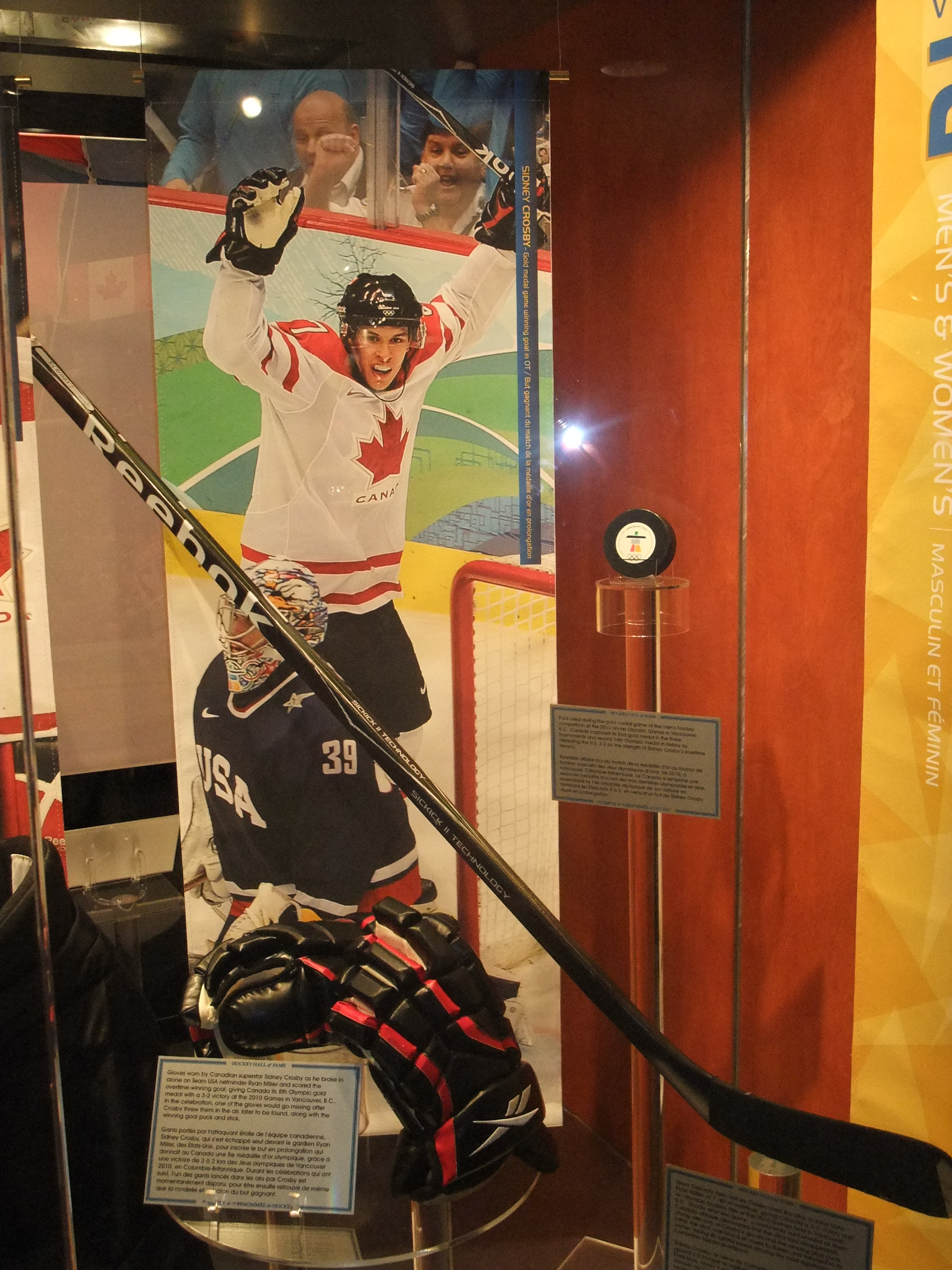
Заброшенная «золотая шайба» Сидни Кросби в финале Олимпийских игр в Ванкувере, перчатки и клюшка являются экспонатами зала хоккейной славы

Сидни Кросби — высокотехничный игрок, одинаково хорош как в нападении, так и в оборонительных действиях, причём Марио Лемьё в 2016 году отметил, что канадец значительно улучшил игру в защите в последние годы. Хоккеист обладает высоким уровнем видения площадки и хоккейного мышления, что позволяет ему как самому выходить на ударные позиции, так и выводить на них своих партнёров по команде. Помощник главного тренера на Олимпиаде в Ванкувере Кен Хичкок сказал о Кросби: «У него очень сильно развито предвидение ситуации в том числе тогда, когда шайбой владеет команда соперника. Он раньше других понимает, что вскоре произойдёт. Он способен перехватывать пасы и вынуждает соперника совершать ошибки.»
Профессиональные игроки НХЛ отмечают умение Кросби наносить броски неудобной стороной клюшки. Вратарь Мэтт Мюррей описал владение клюшкой Кросби таким образом: «У него абсолютно прямой крюк. Многие используют слишком большой загиб, и игра бэкхендом становится их недостатком. А крюк Кросби даёт ему большое преимущество при игре неудобным хватом». Тренер Майк Салливан назвал Кросби лучшим в игре бэкхендом. Американский вратарь Джонатан Куик отметил, что это умение Кросби уменьшает шансы голкипера отразить удар, так как на него либо трудно среагировать, либо канадец так или иначе вынуждает открыть свободное пространство. Помимо этого, Кросби обладает необычной для талантливых игроков особенностью много бороться у бортов и перед воротами, где он часто получает удары клюшками. Игра на «пятачке» позволяет Кросби забрасывать много «мусорных» голов с добивания и подправлениями шайбы на лету, хотя некоторые эксперты высказывали опасения, что такой стиль может негативно сказаться на поздних этапах карьеры игрока. Являясь центральным нападающим по амплуа, уверенно чувствует себя на точке вбрасывания.
Также сильными сторонами игрока является хорошая техника катания и авторитет лидера. Благодаря им Кросби может взять на себя ответственность за игру и повести команду за собой. Уэйн Гретцки заявил, что Кросби всегда доказывает, что он лучший, а чем важнее игра, тем большее влияние он на неё оказывает. Успехи и талант Кросби в сезоне 2005/06 увеличили посещаемость матчей «Питтсбурга» на 33 %. Именно благодаря Кросби удалось получить финансирование для строительства новой арены, и вообще в целом остаться в Питтсбурге, развеяв слухи о возможном переезде. Также хоккейные специалисты отмечают трудолюбие Кросби и его привычку работать над собой, совершенствуя свои навыки, и по мнению игроков и тренеров достичь успехов в карьере ему удалось благодаря таланту и умениям, а оставаться на этой высоте ему позволяет именно трудолюбивое отношение к своему делу.
В 2017 году Кросби был назван одним из 100 величайших хоккеистов НХЛ в истории, а издание Fox Sports внесло его в список 21 лучших игроков XXI века под пятнадцатым номером. По мнению TSN, Кросби является восьмым среди лучших хоккеистов НХЛ. В 2018 году в Новой Шотландии был признан лучшим спортсменом в истории, став членом Зала славы спорта Новой Шотландии.
К слабым сторонам игрока можно отнести его непростой характер и повышенную склонность к травматизму, а на старте карьеры Кросби регулярно обвиняли в частых симуляциях и апеллировании к арбитрам.

## Вне льда

Логотип линии одежды — Rbk SC87

Существует информация, что Кросби жил в доме у Марио Лемьё вместе с его семьёй с 2005 по 2009 год, но достоверность этих данных неочевидна, однако точно известно, что Кросби жил в доме «Супер Марио» во время домашних игр сезона 2005/06. Весной 2010 года Кросби приобрёл собственный дом в том же районе. Также у Кросби есть купленный в 2006 году летний дом неподалёку от родного Коул Харбор, где он проводит время в межсезонье.
Сидни Кросби принял участие в фотосессии журнала GQ в ноябрьском выпуске 2005 года, а в 2007 году он вошёл в список 100 самых влиятельных людей мира по версии журнала «Time». Тогда же совместно с компанией «Reebok» Кросби разработал и запустил в производство собственную линию одежды — Rbk SC87. Хоть Кросби и является хоккеистом, его одежда не предназначена для хоккея. В 2008 году появился в документальном фильме «Понд-хоккей», где рассказывал о своём опыте игре в хоккей на замёрзшем пруду.
В 2013 году Forbes составил список самых высокооплачиваемых хоккеистов НХЛ, который возглавил Сидни Кросби. Его доход в сезоне составил 16,5 миллионов долларов США, в том числе благодаря контрактам с «Reebok», «Bell», «Gatorade» и «Тим Хортонс». В 2015 году хоккеист подписал спонсорское соглашение с компанией «Adidas», которая стала новым поставщиком одежды в НХЛ, сменив «Reebok». В 2016 году канадец стал обладателем премии «Эмми» в номинация «Спортивная программа».
Тейлор, сестра Сидни Кросби, также обучалась в школе в Шаттак Сент-Мари, с 2014 играет за команду Северо-Восточного университета в Бостоне. С 2015 года она обучалась в университете города Сент-Клауд в штате Миннесота и играла за одноименную женскую хоккейную команду вплоть до окончания обучения в 2018 году.
Сидни Кросби ведёт скромную жизнь, не выделяется[уточнить], помимо хоккея занимается сёрфингом, не имеет аккаунтов в социальных сетях. Когда он летом организовал так называемую «Школу хоккея Сидни Кросби», то всё время присутствовал на льду и общался с участниками, среди которых было 160 детей. Любые доходы канадец направляет на благотворительные цели в свой фонд, созданный в 2009 году. Известно, что он жертвовал деньги с призовых за «Арт Росс Трофи» в сезоне 2006/07 и с «джекпота», который был положен сборной за победы во всех матчах чемпионата мира 2015. Кросби не рассказывает о личной жизни, а из СМИ известно, что его девушкой является американская модель Кэти Лютнер, с которой он состоит в отношениях с 2008 года.
В декабре 2022 года Кросби стал офицером ордена Канады.

## Награды и достижения
| Год                    | Команда            | Достижение                            |
| ---------------------- | ------------------ | ------------------------------------- |
| 2008, 2009, 2016, 2017 | Питтсбург Пингвинз | Обладатель Приза принца Уэльского (4) |
| 2009, 2016, 2017       | Питтсбург Пингвинз | Обладатель Кубка Стэнли (3)           |

| Год        | Команда | Достижение                                    |
| ---------- | ------- | --------------------------------------------- |
| 2004       | Канада  | Серебряный призёр молодёжного чемпионата мира |
| 2005       | Канада  | Победитель молодёжного чемпионата мира        |
| 2010, 2014 | Канада  | Олимпийский чемпион (2)                       |
| 2015       | Канада  | Чемпион мира                                  |
| 2016       | Канада  | Обладатель кубка мира                         |

| Год                          | Команда            | Достижение                                               |
| ---------------------------- | ------------------ | -------------------------------------------------------- |
| 2006                         | Питтсбург Пингвинз | Попадание в символическую сборную новичков НХЛ           |
| 2007, 2013, 2014, 2016       | Питтсбург Пингвинз | Попадание в первую символическую сборную Всех звёзд (4)  |
| 2010, 2015, 2017, 2019       | Питтсбург Пингвинз | Попадание во вторую символическую сборную Всех звёзд (4) |
| 2007, 2017, 2018, 2019, 2023 | Питтсбург Пингвинз | Участник матча всех звёзд (5)                            |
| 2019                         | Питтсбург Пингвинз | Самый ценный игрок матча всех звёзд НХЛ                  |
| 2007, 2014                   | Питтсбург Пингвинз | Обладатель «Арт Росс Трофи» (2)                          |
| 2007, 2013, 2014             | Питтсбург Пингвинз | Обладатель «Тед Линдсей Эворд» (3)                       |
| 2007, 2014                   | Питтсбург Пингвинз | Обладатель «Харт Мемориал Трофи» (2)                     |
| 2010, 2017                   | Питтсбург Пингвинз | Обладатель «Морис Ришар Трофи» (2)                       |
| январь 2007, 2010            | Питтсбург Пингвинз | Обладатель Приза Марка Мессье (2)                        |
| 2016, 2017                   | Питтсбург Пингвинз | Обладатель «Конн Смайт Трофи» (2)                        |

| Год        | Команда         | Достижение                                         |
| ---------- | --------------- | -------------------------------------------------- |
| 2004       | Римуски Осеаник | Попадание в символическую сборную новичков QMJHL   |
| 2004       | Римуски Осеаник | Лучший новичок года QMJHL                          |
| 2004       | Римуски Осеаник | Лучший новичок года CHL                            |
| 2004       | Римуски Осеаник | Обладатель «Мишель Бержерон Трофи»                 |
| 2004, 2005 | Римуски Осеаник | Попадание в первую символическую сборную QMJHL (2) |
| 2004, 2005 | Римуски Осеаник | Попадание в первую символическую сборную CHL (2)   |
| 2004, 2005 | Римуски Осеаник | Лучший игрок года CHL (2)                          |
| 2004, 2005 | Римуски Осеаник | Лучший бомбардир года CHL (2)                      |
| 2004, 2005 | Римуски Осеаник | Лучший атакующий игрок QMJHL (2)                   |
| 2004, 2005 | Римуски Осеаник | Обладатель «Жан Беливо Трофи» (2)                  |
| 2004, 2005 | Римуски Осеаник | Обладатель «Мишель Бриер Мемориал Трофи» (2)       |
| 2004, 2005 | Римуски Осеаник | Обладатель «Поль Дюмон Трофи» (2)                  |
| 2005       | Римуски Осеаник | Обладатель «Эд Чиновет Трофи»                      |
| 2005       | Римуски Осеаник | Обладатель «Майк Босси Трофи»                      |
| 2005       | Римуски Осеаник | Обладатель «Ги Лафлёр Трофи»                       |

| Год  | Команда | Достижение                                        |
| ---- | ------- | ------------------------------------------------- |
| 2006 | Канада  | Лучший бомбардир чемпионата мира                  |
| 2006 | Канада  | Лучший нападающий чемпионата мира                 |
| 2006 | Канада  | Попадание в символическую сборную чемпионата мира |
| 2016 | Канада  | Лучший бомбардир Кубка мира                       |
| 2016 | Канада  | Самый ценный игрок Кубка мира                     |

| Год                               | Достижение                                       |
| --------------------------------- | ------------------------------------------------ |
| 2007, 2009                        | Обладатель Приза имени Лу Марша (2)              |
| 2007—2010, 2013, 2014, 2016, 2017 | Лучший игрок НХЛ по версии ESPN (ESPY Award) (8) |
| 2016, 2020                        | «Эмми» (номинация «Спортивная программа»)        |
| 2024                              | Лучший игрок НХЛ XXI века                        |

## Рекорды
- Рекордсмен «Питтсбург Пингвинз» по количеству передач за сезон среди новичков (63)[312]
- Рекордсмен «Питтсбург Пингвинз» по количеству набранных очков за сезон среди новичков (102)[312]
- Первый игрок в истории лиги, набравший в дебютном сезоне более 100 очков и более 100 минут штрафа одновременно[313][314]
- Самый молодой хоккеист в истории НХЛ, набравший более 100 очков за сезон[315]
- Самый молодой хоккеист в истории НХЛ, набравший 200 очков (в 19 лет и 207 дней)[316]
- Самый молодой хоккеист в истории НХЛ, выбранный голосованием для участия в матче всех звёзд НХЛ[317]
- Самый молодой капитан в истории НХЛ, выигравший Кубок Стэнли (в возрасте 21 года, 10 месяцев и 5 дней)[318]

## Статистика
Статистика приведена по данным сайтов Eliteprospects.com и NHL.com
| Легенда | Легенда                    | Легенда | Легенда                   | Легенда | Легенда    |
| ------- | -------------------------- | ------- | ------------------------- | ------- | ---------- |
| И       | Количество проведённых игр | Штр     | Штрафное время            | +/−     | Плюс-минус |
| Г       | Голы                       | П       | Голевые передачи          | О       | Очки       |
| -       | Статистика неизвестна      | —       | Статистика не учитывалась |         |            |

#### Международные

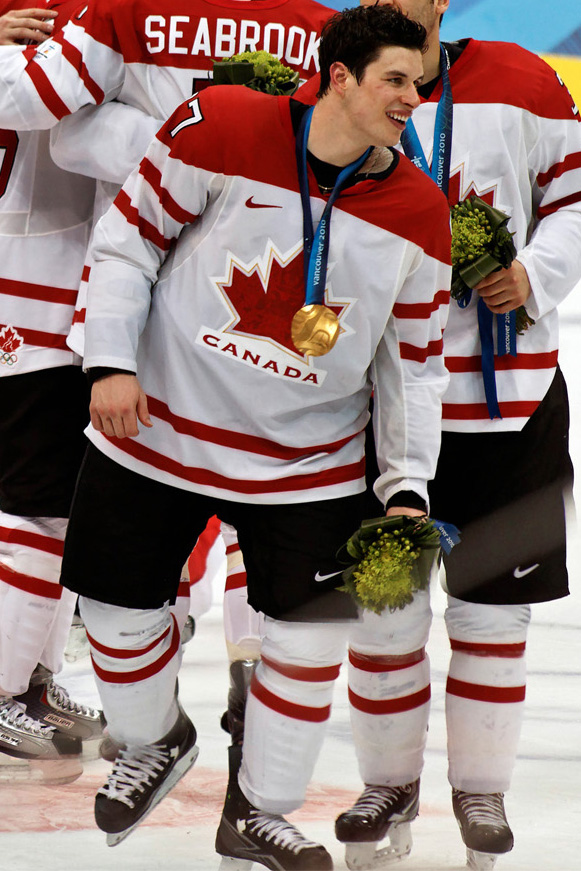
Кросби стал олимпийским чемпионом в 2010 году на домашней Олимпиаде в Ванкувере, повторив успех через 4 года в Сочи

### Комментарии
1. ↑  в 2008, 2009, 2011, 2015 годах был выбран, но не играл из-за травмы
2. ↑  до 2010 года приз назывался «Лестер Пирсон Эворд»